# Fonderie Thiébaut Frères
La fonderie Thiébaut Frères fut l’une des plus importantes fonderies d’art en France durant les XIXe et XXe siècles. Leurs réalisations sont visibles dans le monde entier. 
Particulièrement présentes en France, les fontes des ateliers Thiébaut Frères ornent des dizaines de places et jardins parisiens, parmi lesquels, la place de la République, la place de la Nation ou la place Vendôme.

## Histoire

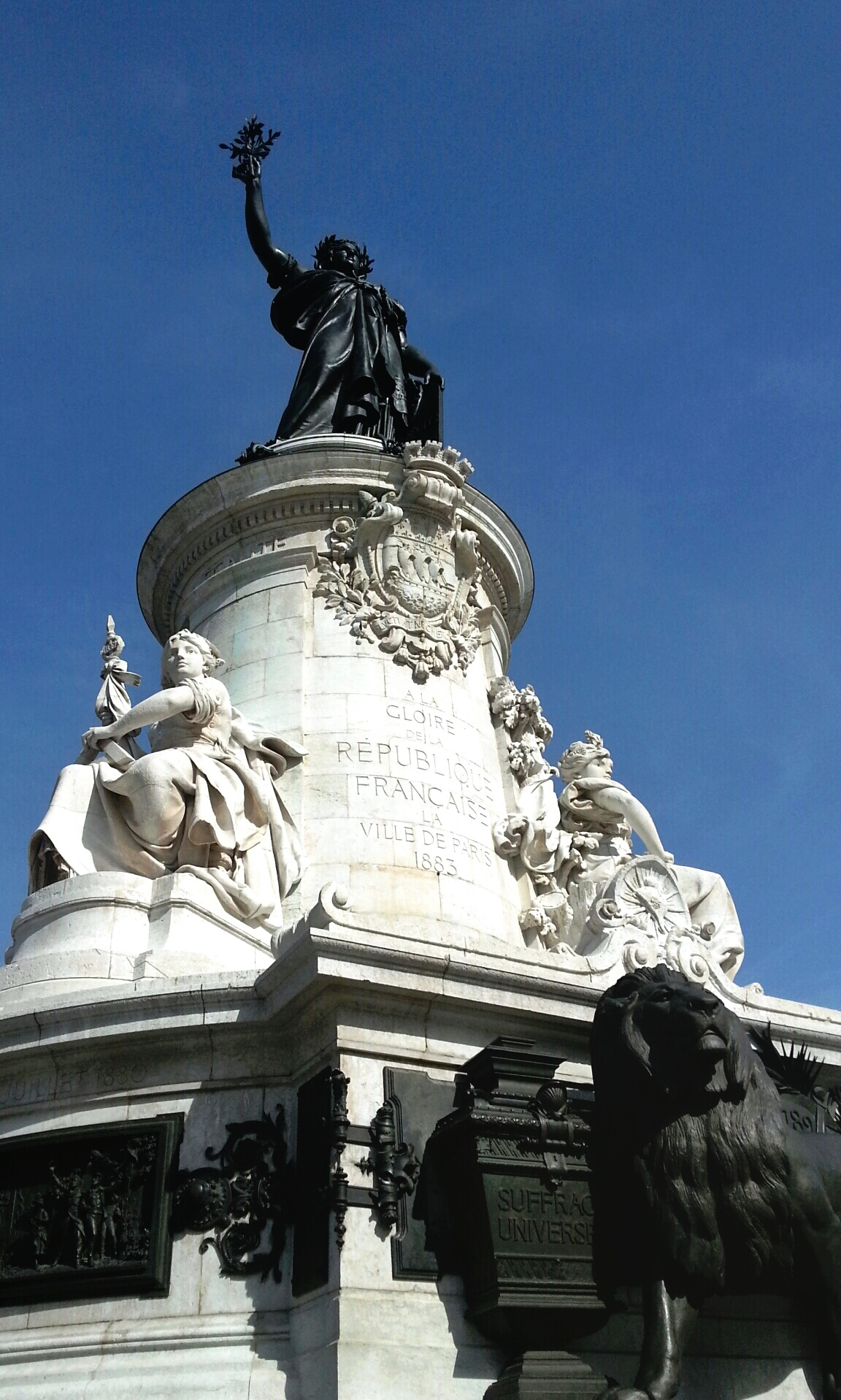
Les statues en bronze composant le Monument à la République de Léopold Morice ont été réalisées par la fonderie Thiébaut Frères.

Après y être entré comme apprenti en 1775, Charles Cyprien Thiébaut (1769-1830) débute l'activité de fondeur de la famille Thiébaut, lorsqu'il prend en 1787 la direction de l'entreprise où il travaille, et en 1789 s'installe rue du Ponceau à Paris. À cette époque, il produit principalement des objets décoratifs et utilitaires comme des boucles de chaussure. Son fils et son petit-fils vont fortement développer la société.
Associé avec son fils aîné Charles Antoine Floréal (1794-1871) sous le nom Thiébaut et Fils, il créera l'activité de fabrication de cylindres en cuivre pour l'impression de toiles peintes. C'est une première étape vers des objets de caractère artistique et réclamant un grand savoir-faire. En 1823, Charles Cyprien laisse la direction à Charles Antoine Floréal. La société  Thiébaut et Fils prend alors le nom Thiébaut Aîné,,,.
Ce dernier accentuera la diversification vers des objets réclamant une grande précision et maitrise des matériaux : pièces pour machines à vapeur et bateaux transatlantiques par exemple. En 1839, il obtient une médaille d'or pour le perfectionnement de ses cylindres d'impression car il substitue un cuivre légèrement allié, pour être plus dur, au cuivre rouge d'origine. En 1844, on lui décerne un rappel de sa médaille d'or pour le perfectionnement incessant de son outillage et l'accroissement de sa gamme. Cette même année 1844, il s'associe à ses fils Victor (1823-1888) et Edmond (1828-1848), à nouveau sous le nom de Thiébaut et Fils. C'est à cette période qu'il se lance dans l’exécution d’objets d’art livrés bruts de fonderie,,,.
En 1849, Charles Antoine Floréal, fils du fondateur, se retire et confie les rênes de la fonderie familiale à son dernier fils, Victor Thiébaut (1823-1888). En 1851, celui-ci inaugure une fonderie spécifiquement destinée à la fonte de bronzes d'art suivant la technique de la fonte au sable.
La fonderie Thiébaut Frères (aussi appelée Thiébaut et Fils) s'est spécialisée dans les œuvres artistiques monumentales, les statues et les médaillons, mais aussi dans la production de vases, de coupes et d'accessoires pour cheminées.
Au fil des années, la renommée de cette fonderie a permis à l’entreprise de concevoir des œuvres de plus en plus importantes, en collaboration avec des artistes prestigieux. En 1860, Thiébaut Frères réalise sa première œuvre parisienne : les fontes de L'Agriculture et Le Travail de Charles Gumery pour une des fontaines du square Émile-Chautemps. En 1861, Thiébaut Frères réalise une œuvre monumentale pour la ville de Paris : le groupe de bronze Saint Michel terrassant le Démon de Francisque Duret pour la fontaine Saint-Michel. 
En 1863, une autre œuvre monumentale est installée au cœur de la Capitale : Victor Thiébaut réalise la fonte de la statue sommitale de Napoléon 1er d'Auguste Dumont pour la colonne Vendôme. La statue est abattue en 1871 puis restaurée en 1875 par la fonderie d’art Thiébaut Frères. Entre 1864 et 1870, Victor Thiébaut réalise de nombreuses œuvres monumentales à Paris, parmi lesquelles Le Triomphe de la République de Jules Dalou sur place de la Nation, le Monument à Jeanne d’Arc d'Emmanuel Frémiet sur la place des Pyramides, les Lionnes du Sahara au palais du Louvre, de nombreuses œuvres présentes dans le jardin du Luxembourg, le jardin des Tuileries, le jardin des Plantes, sur de nombreuses places… 
En 1878, la fonderie d'art Thiébaut Frères réalise la fonte du groupe Charlemagne et ses Leudes de Charles et Louis Rochet, installé sur parvis Notre-Dame - place Jean-Paul-II.
Victor Thiébaut mourant en 1888, il laisse alors à ses fils Victor et Jules les commandes de l’entreprise familiale. 
Une des œuvres les plus connues réalisées par la société est la réplique de la statue de la Liberté, installée à l'extrémité de l'île aux cygnes, inaugurée par le président Sadi Carnot le 14 juillet 1889, en présence de Victor Thiébaut Jeune et Jules Thiébaut.  
En 1899, le groupe du Triomphe de la République de Jules Dalou érigé au centre de la place de la Nation est en majeure partie réalisé par la fonderie Thiébaut Frères. C'est le plus grand monument en bronze de la ville. 
Victor Thiébaut devient progressivement aveugle et confie son activité à ses trois fils en 1870. Victor (1849-1908), Jules (1854-1898), et Henri (1855-1899) déménagent la fonderie au no 32 de l'avenue de Villiers à Paris en 1877, avant d'ouvrir un magasin avenue de l'Opéra. Sous leur direction, l’entreprise participe à de nombreuses expositions, parmi lesquels l'Exposition universelle de 1878. La fonderie réalise aussi de nombreuses œuvres monumentales que l'on retrouve aujourd'hui encore aux quatre coins du monde. 
En 1898, Auguste Rodin signe avec la fonderie les contrats d’édition pour son Saint Jean Baptiste et sa Jeunesse triomphante en plusieurs dimensions. Après la mort de ses deux frères, Victor Thiébaut jeune vend sa société à Gasne en 1901,,.

## Œuvres

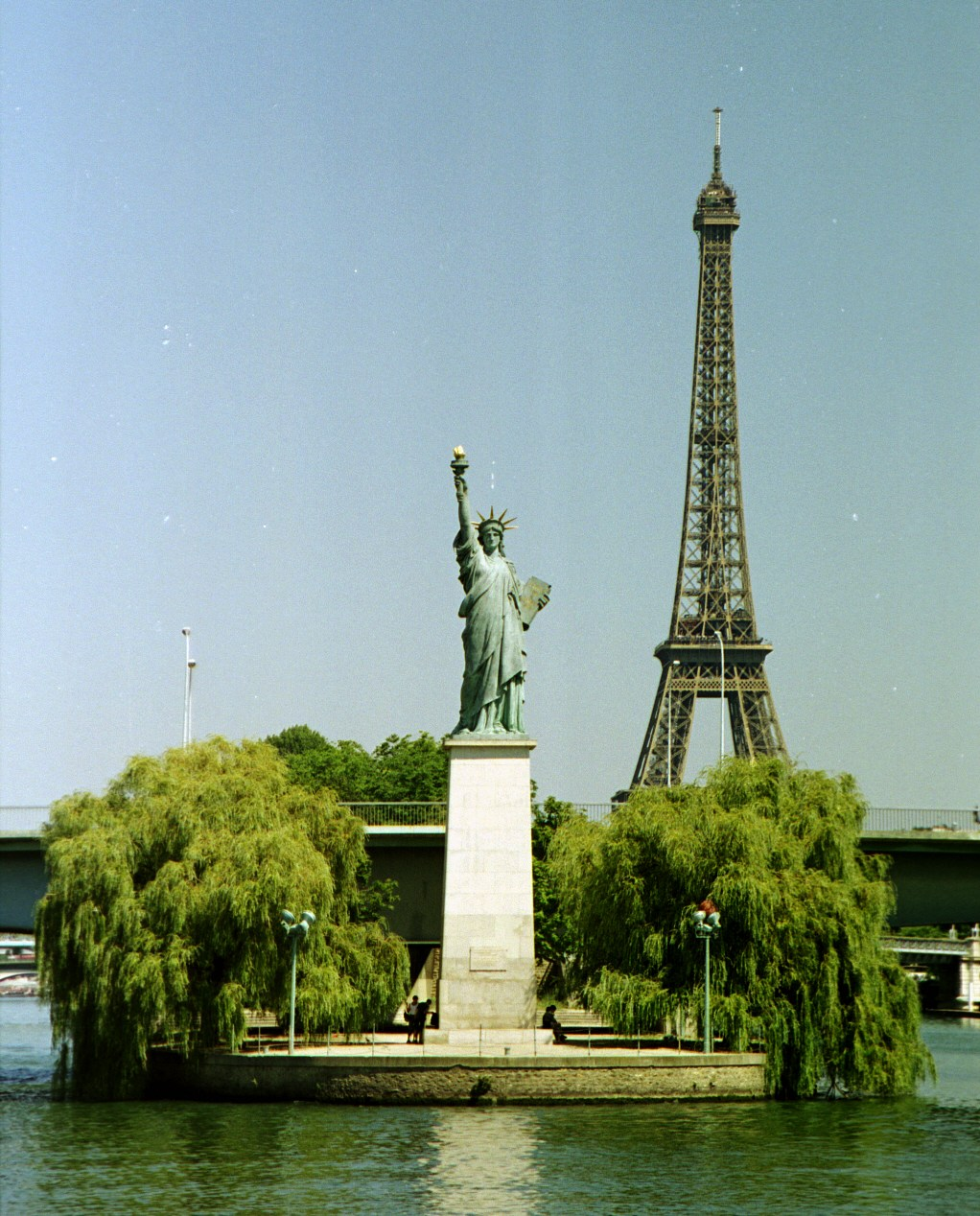
Auguste Bartholdi, La Liberté éclairant le monde, réduction, Paris, île aux cygnes, réalisation de la fonderie Thiébaut Frères.

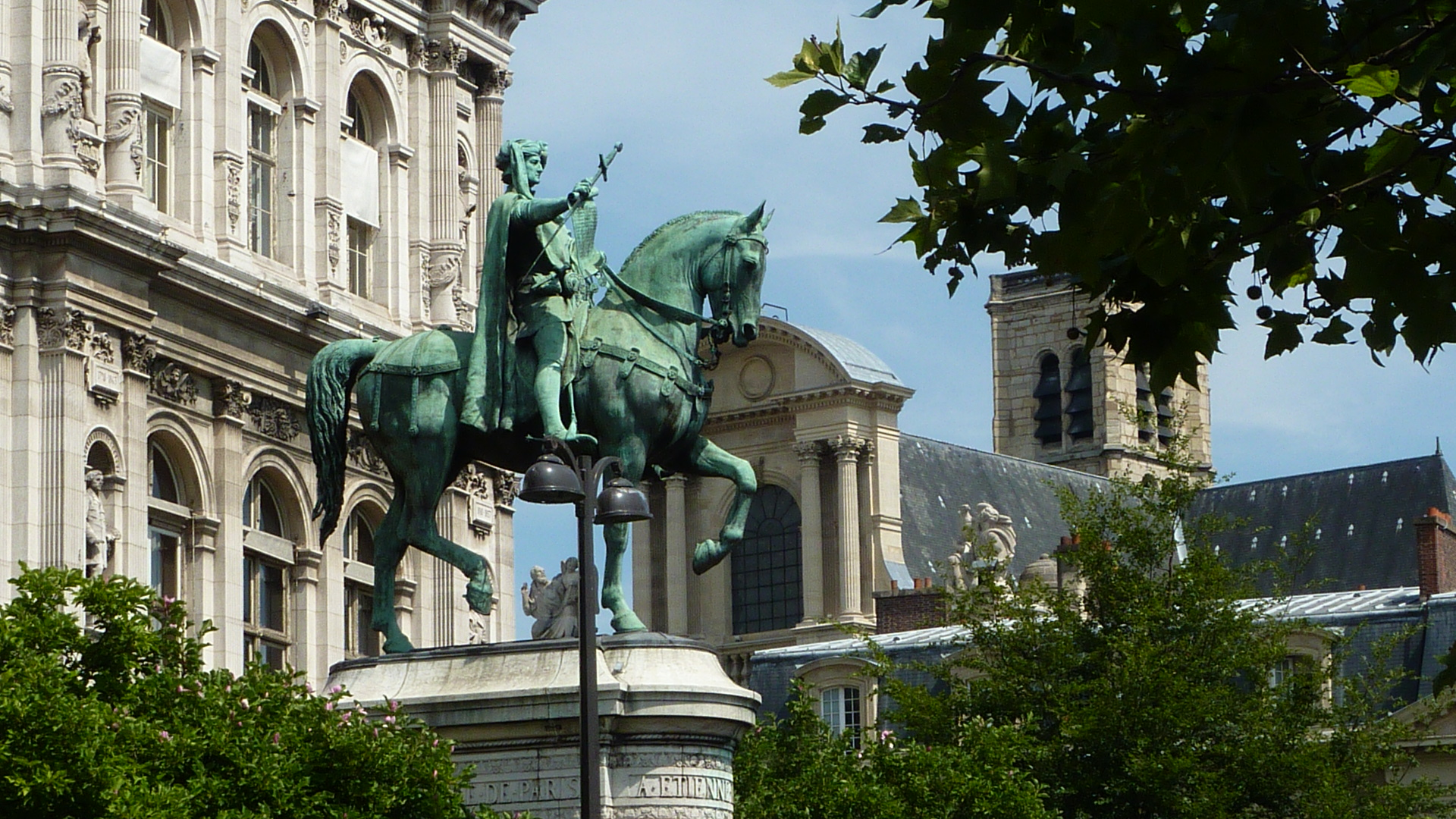
Laurent Marqueste, Monument à Étienne Marcel, hôtel de ville de Paris.

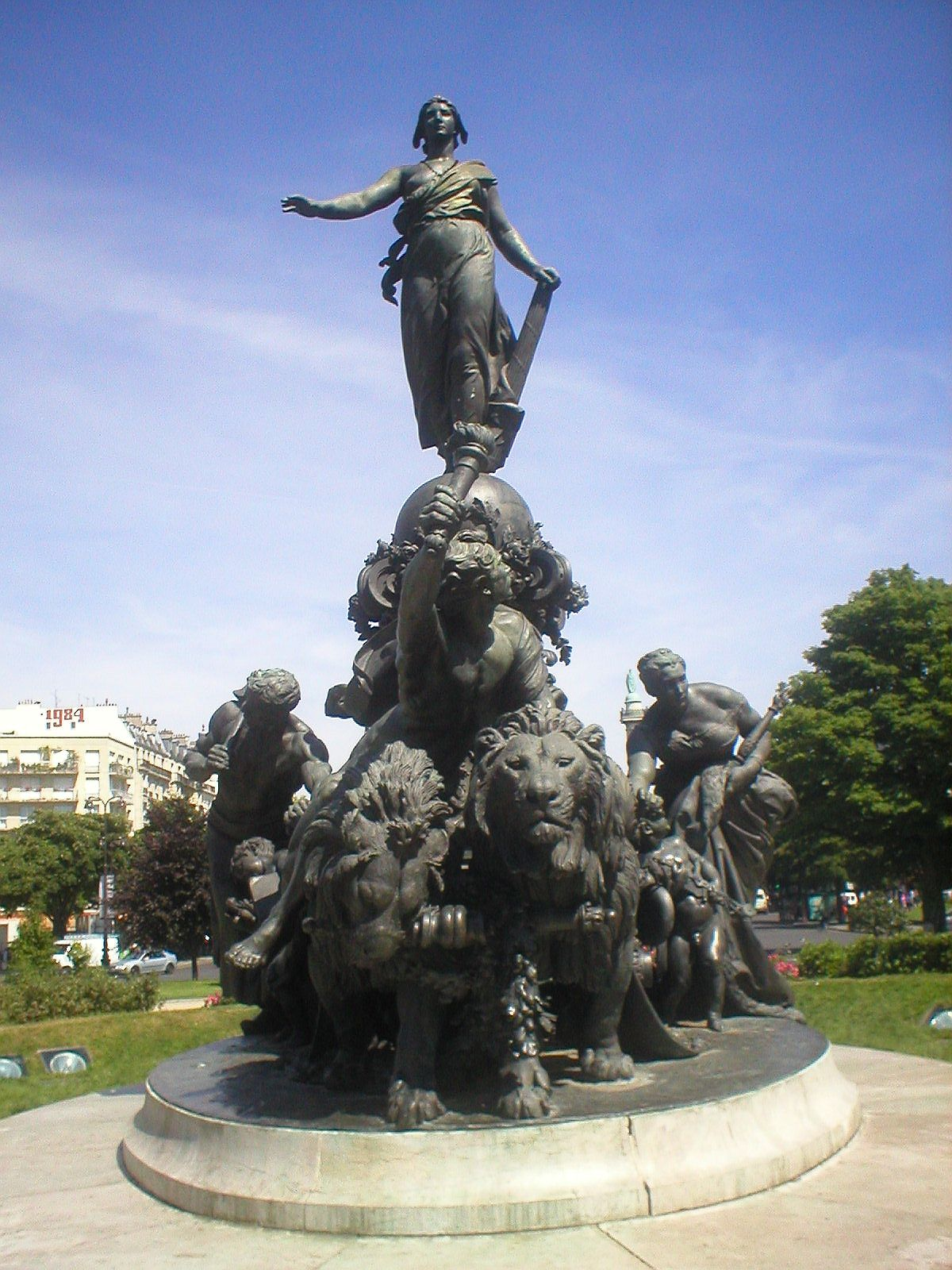
Jules Dalou, Le Triomphe de la République, place de la Nation à Paris. La majorité du monument été fondu par Thiébaut Frères (la figure de la Justice, à droite, fut fondue par Pierre Bingen).

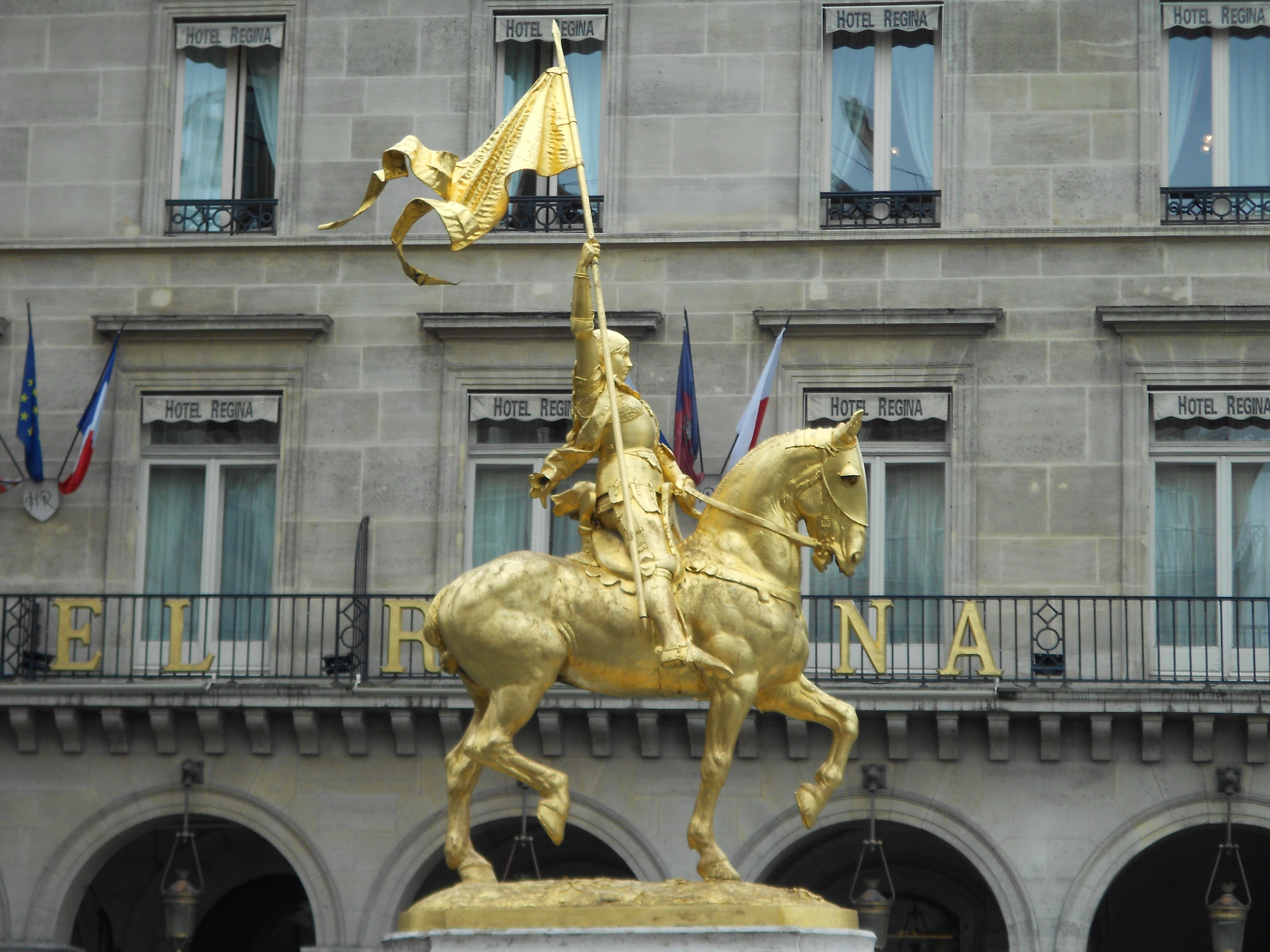
Emmanuel Frémiet, Monument à Jeanne d’Arc, place des Pyramides à Paris.

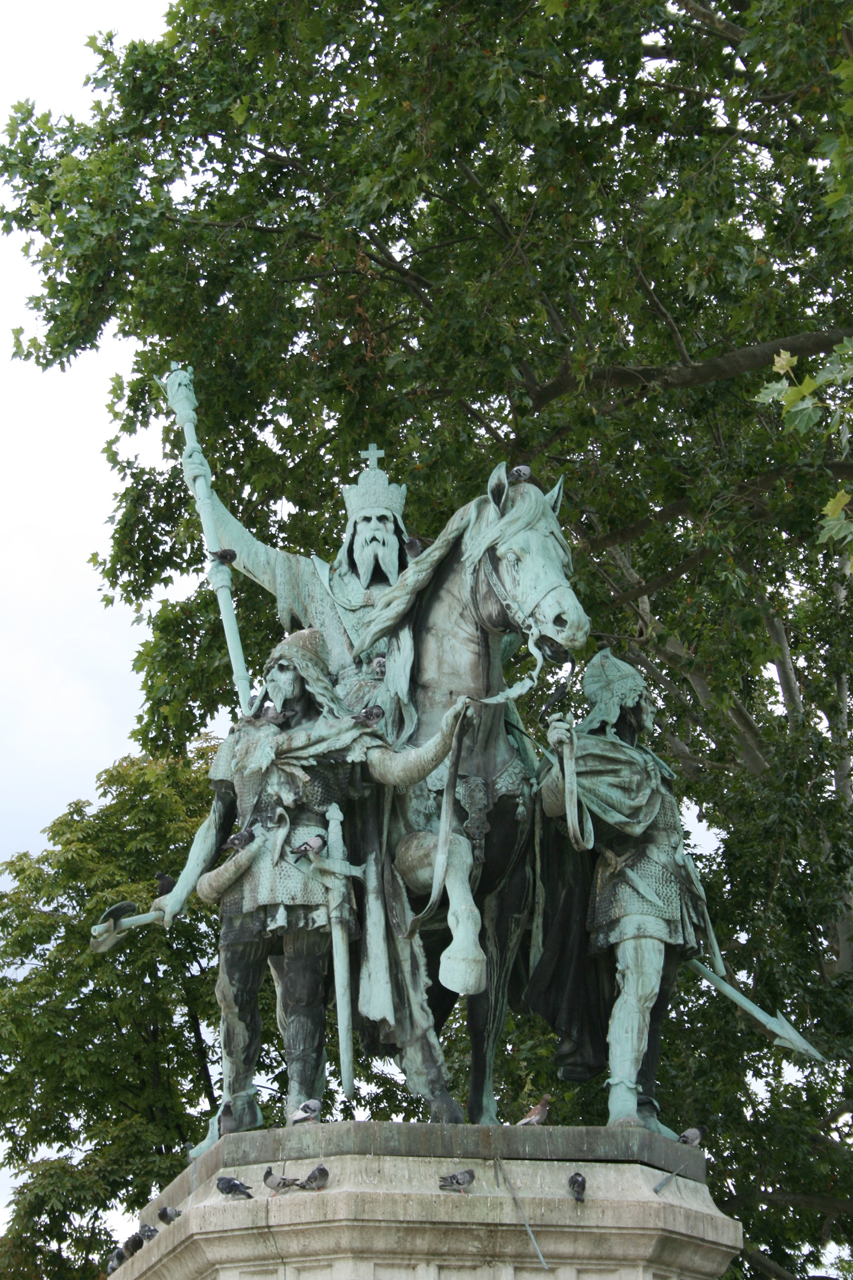
Charles et Louis Rochet, Charlemagne et ses Leudes, parvis Notre-Dame à Paris.

### À Paris

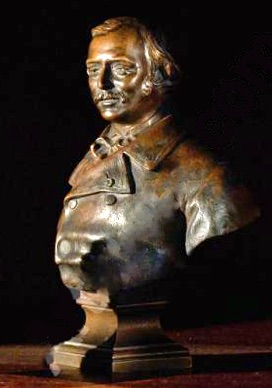
D'après Jean-Baptiste Carpeaux, Portrait de Victor Thiébaut, en 1862, localisation inconnue.

Cette liste comprend une partie des œuvres fondues par Victor Thiébaut et de ses fils.
- La Liberté éclairant le monde, île aux Cygnes[14]
- Monument à la République, place de la République
- Fontaine Saint-Michel
- Le Triomphe de la République, place de la Nation
- Monument à Jeanne d'Arc, place des Pyramides
- Charlemagne et ses Leudes, parvis Notre-Dame
- Lionnes du Sahara, palais du Louvre
- Colonne Vendôme, place Vendôme
- Tigre terrassant un crocodile, jardin des Tuileries
- Retour de chasse, jardin des Tuileries
- La Liberté éclairant le monde, jardin du Luxembourg
- Le Triomphe de Silène, jardin du Luxembourg
- Horde de Cerfs, jardin du Luxembourg
- L’Effort, jardin du Luxembourg
- Lion de Nubie, jardin du Luxembourg
- Le Dénicheur d’oursons, jardin des Plantes
- Homme de l’âge de pierre, jardin des Plantes
- L'Âge mûr, musée d'Orsay
- Monument à Hippolyte Larrey, hôpital du Val-de-Grâce
- Fontaine du Château d'eau
- Monument à Bernard Palissy, square Félix-Desruelles
- Le Botteleur, square Maurice-Gardette
- Monument à Diderot, boulevard Saint-Germain
- Monument au maréchal Jeannot de Moncey, place de Clichy
- Monument à Parmentier, faculté de pharmacie
- Monument à Vauquelin, faculté de pharmacie
- Monument à Charles Rollin, cour du lycée Jacques-Decour
- Monument à l’abbé de L’Épée, Institut national de jeunes sourds de Paris
- Monument à Francis Garnier, avenue de l'Observatoire
- Monument à Colbert, cour de la manufacture nationale des Gobelins
- La Paix armée, parc Montsouris
- Monument à Beaumarchais, rue Saint-Antoine
- Monument Le travail, de Charles-Auguste Lebourg, au Lycée Jean Baptiste Say, Auteuil

### En France

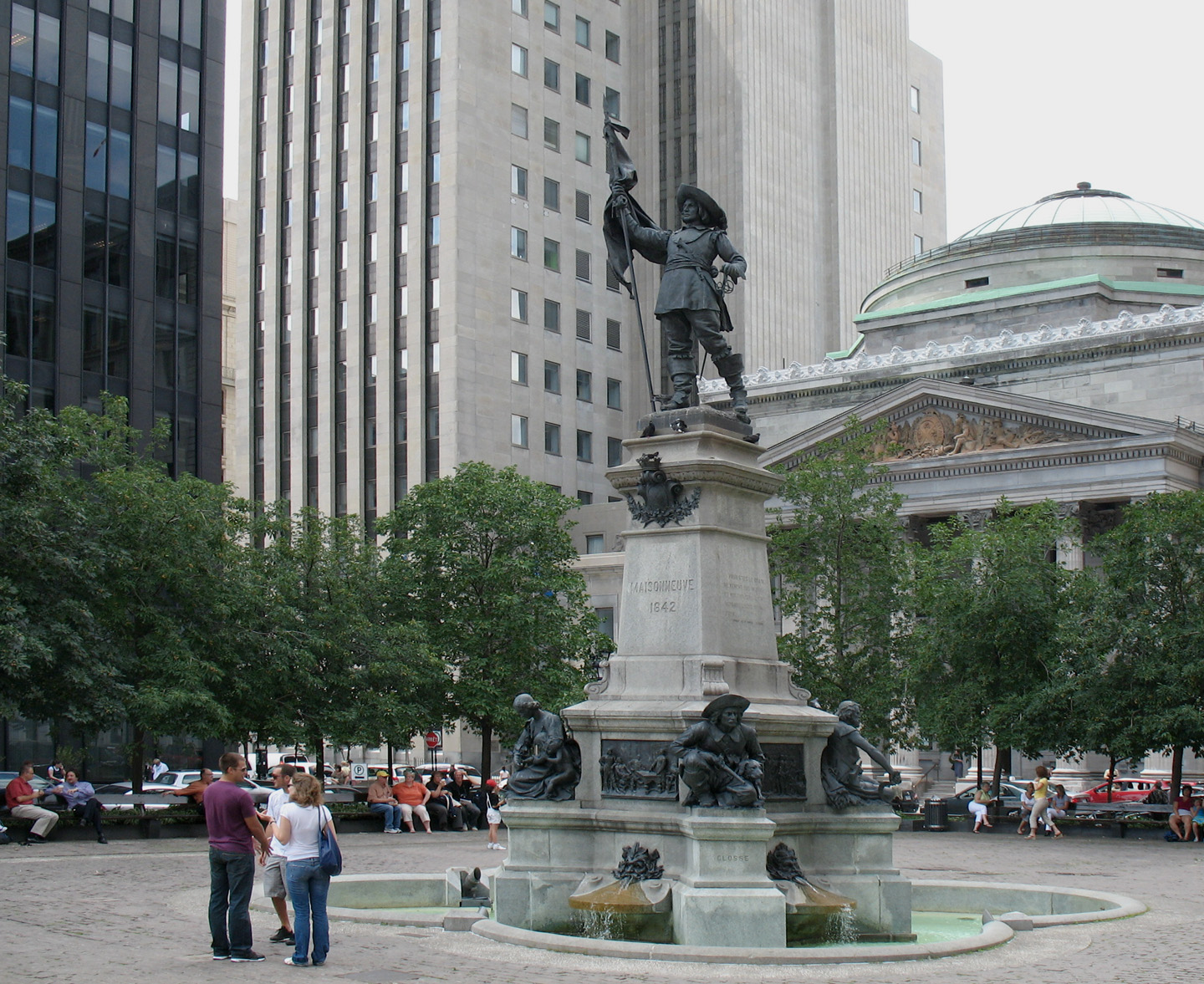
Louis-Philippe Hébert, Monument à Maisonneuve, Montréal.

Cette liste comprend une partie des œuvres fondues par Victor Thiébaut et de ses fils.
- Monument à Napoléon Ier et ses frères, Ajaccio
- Horloge Dewailly, Amiens
- Monument à Germain Sommeiller, Annecy
- Monument à Louis Pasteur, Alès
- Tombeau de Paul Bert, Auxerre
- Monument à Jacques Boe, dit Jasmin, Agen
- Lion et lionne, Aix-les-Bains
- Monument aux frères Montgolfier, Annonay
- Monument à Louis Pasteur, promenade Pasteur, Arbois
- Monument des anciens combattants de 1870-1871, Aurillac
- Monument au cardinal Lavigerie, Bayonne
- Fontaine des Trois Grâces, Bordeaux
- Gloria Victis, Petit Palais (Paris) et répliques à Bordeaux, Niort, Agen, Cholet et Châlons-en-Champagne[15]
- Monument à Bernard Palissy, Boulogne-Billancourt
- Monument à Denis Papin, Blois
- Monument à Élie de Beaumont, Caen (détruite dans le cadre de la mobilisation des métaux non ferreux en 1942)
- Monument à Adolphe Schneider, place Marquis, Clamart
- Monument au général Gaffori, Corte
- Monument au président Favre, Chambéry
- Le Vendangeur, Dijon
- Ève, Dinard
- Monument à Alexandre Gabriel Decamps, Fontainebleau
- Monument à Ampère, place Ampère à Lyon
- Monument à l’amiral Duperré, La Rochelle.
- Tombeau de Mgr Louis Bougaud, cathédrale de la Sainte-Trinité de Laval
- Monument à Jules Tellier, Le Havre
- Monument au général Chanzy, Le Mans
- Monument à Louis Pasteur, place Philippe-le Bon, Lille
- Monument à Rouget de Lisle, Lons-le-Saunier
- Monument à Lamartine, Mâcon
- Monument à Jacques-Mathieu Delpech, Montpellier
- Monument à La Peyronnie, Montpellier
- Monument à Armand Saintis, Montauban
- Monument au sergent Blandan, Nancy
- Joueur de flûte, ou Daphnis, parc de la Pépinière,  Nancy
- Monument aux morts de 1870-1871, Poitiers
- Monument au général Daumesnil, Périgueux
- Monument aux morts de 1870, dit Monument aux enfants, Provins
- Statue équestre du monument à Napoléon, Rouen
- L'Enlèvement de Déjanire, Rouen
- Monument à Eugène de Beauharnais, Saint-Germain-en-Laye
- Monument à Bernard Palissy, Sèvres
- Vainqueur au combat de coq, Le Grand-Rond, Toulouse
- Vainqueur au combat de coq, musée des Augustins, Toulouse
- Saint-Martin, ToursP
- Buste de Allan Kardec[16], Paris (1870)

### En Algérie
Plusieurs statues fondues par Victor Thiébaut font partie du patrimoine algérien. Certaines trônent encore au centre de villes comme Oran (« Femme ailée » par Dalou, sur la Place d’Armes) et Jijel (« Pêcheur raccommodant son filet » par Guglielmi, face à l’Hôtel de Ville). D’autres ont été déplacées vers la périphérie : « Monseigneur de la Vigerie » par Falguière, à Biskra. D’autres enfin ont été rapatriées en 1962 : « Thiers » par Guilbert, de Annaba à Saint-Savin ; « Maréchal Valée » par Gustave Crauk, de Constantine à Brienne-le-Château ; «Sergent Blandan » par Gauthier, de Boufarik  à Nancy.
Dans le reste du monde
Cette liste comprend une partie des œuvres fondues par Victor Thiébaut et de ses fils.
- Gustave Doré, Vase, Golden Gate Park, San Francisco, États-Unis
- Monument au général Lee, Richmond, Virginie, États-Unis
- Monument à Jeanne d’Arc, bibliothèque de l’État de Victoria, Melbourne, Australie
- Monument à Maisonneuve, Montréal, Canada
- Monument à André Dumont, Liège, Belgique
- Monument au Dr Benjamín Aceval, Villa Hayes, Paraguay
- Monument à Mohammed Ali, Alexandrie, Égypte
- Monument à Ibrahim Pacha, place de l'Opéra, Le Caire, Égypte
- La Liberté de la Presse (1897), par Maurice Bouval, statue sommitale de la Casa de la Cultura, Buenos Aires, Argentine

## Galerie

Réalisations de la fonderie Thiébaut Frères à Paris
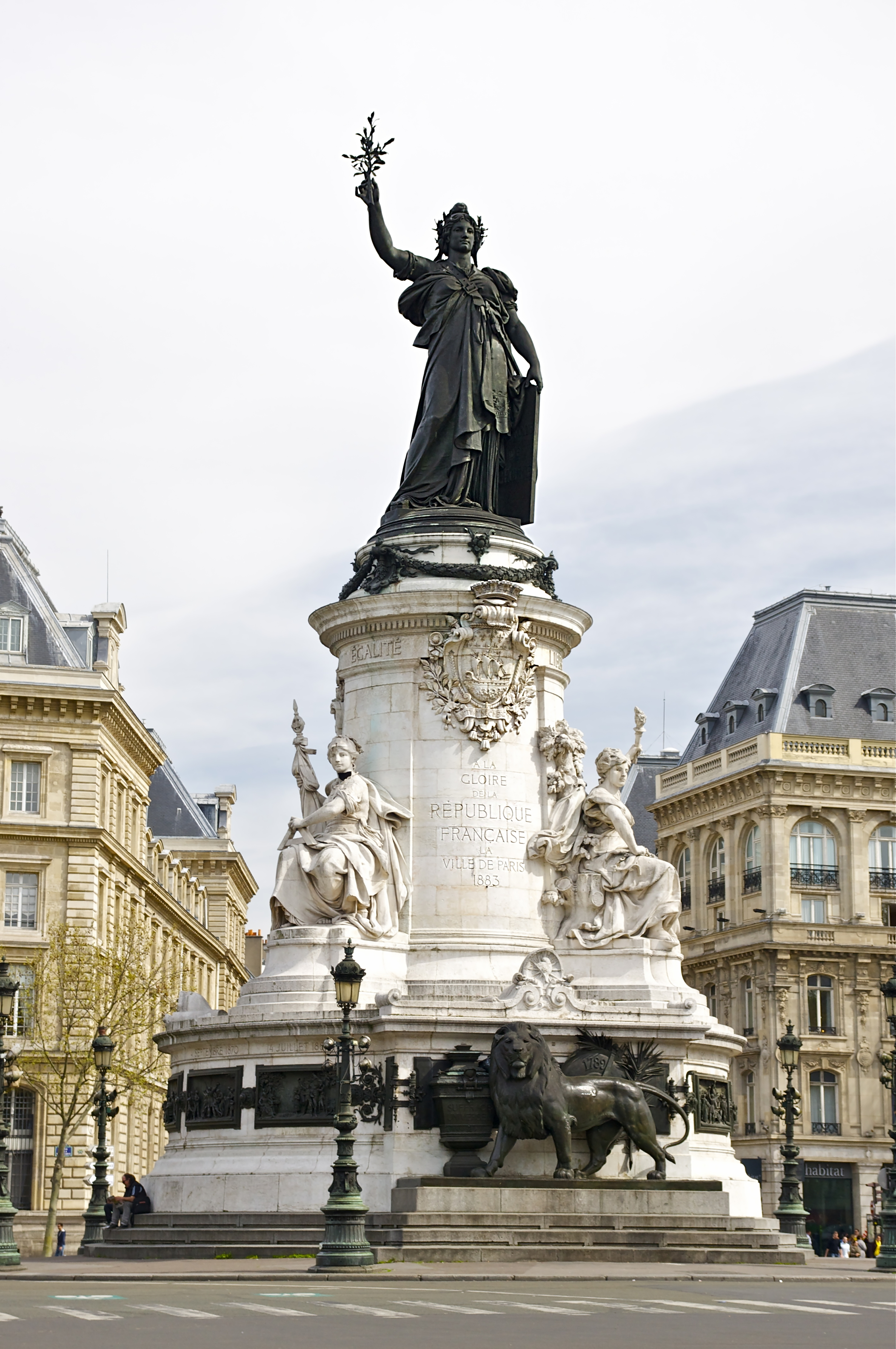
Léopold et Charles Morice, Monument à la République (1883), place de la République.
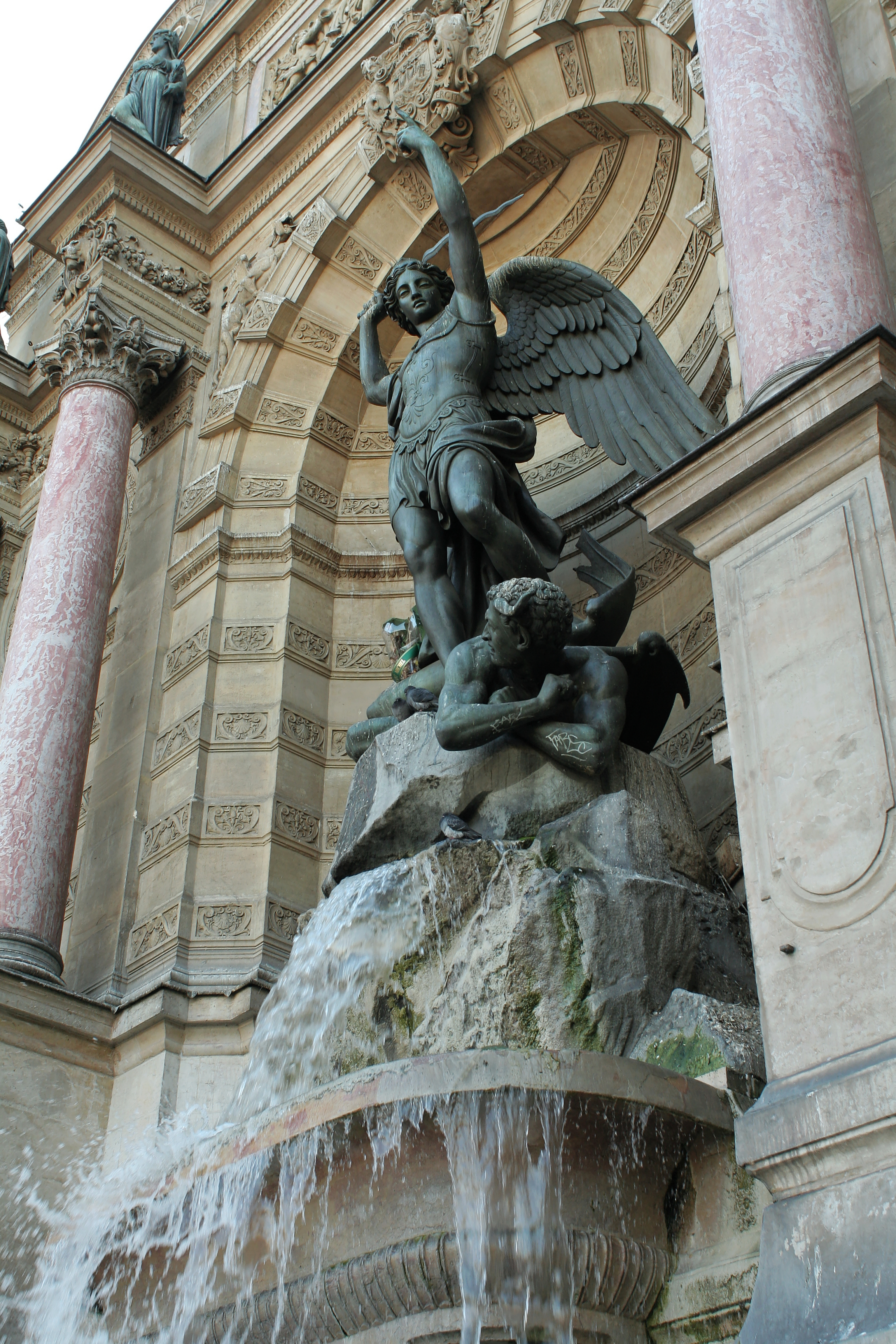
Francisque Duret, Saint Michel terrassant le démon (1860), fontaine Saint-Michel, place Saint-Michel.
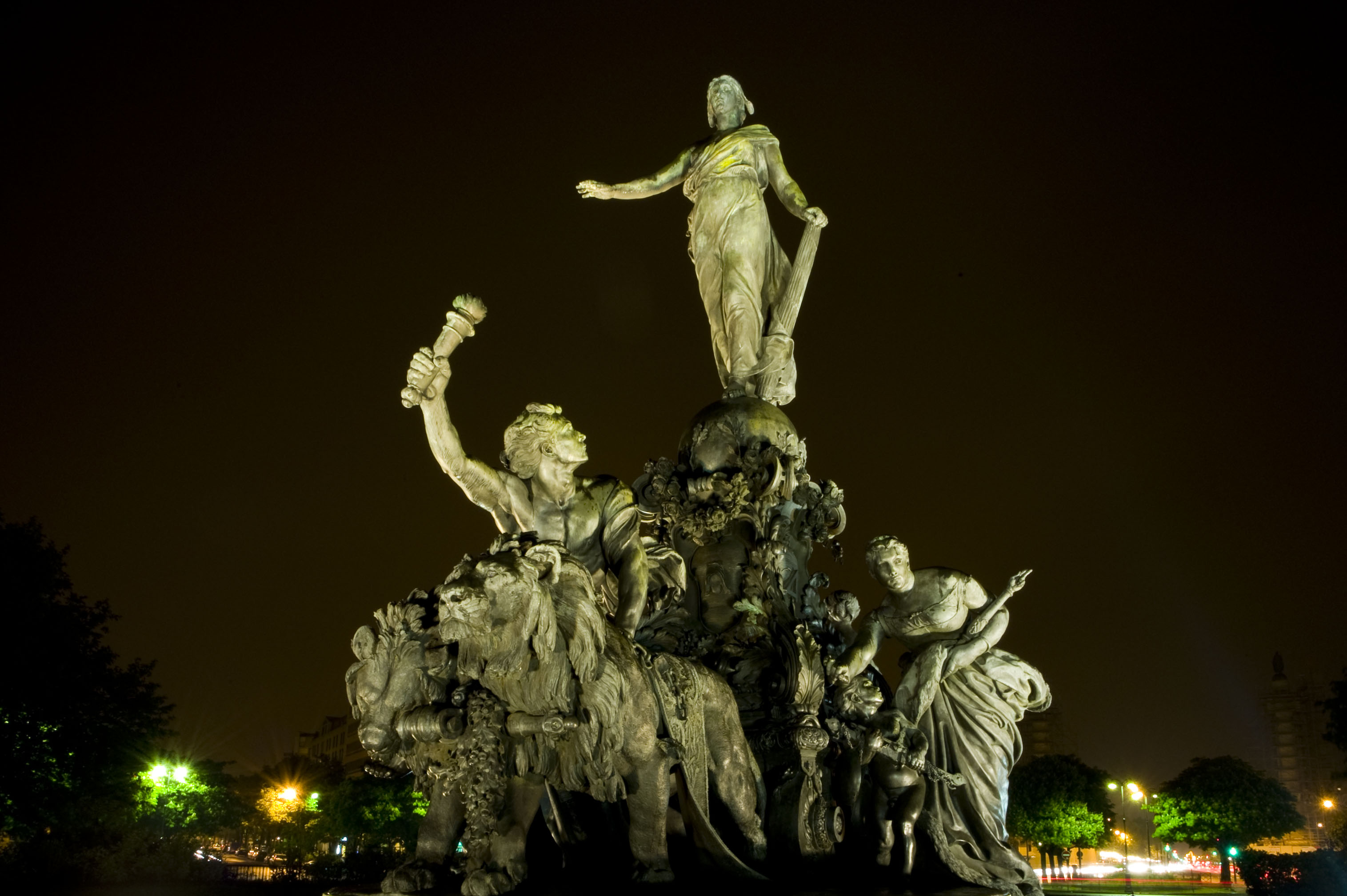
Jules Dalou, Le Triomphe de la République (1899).
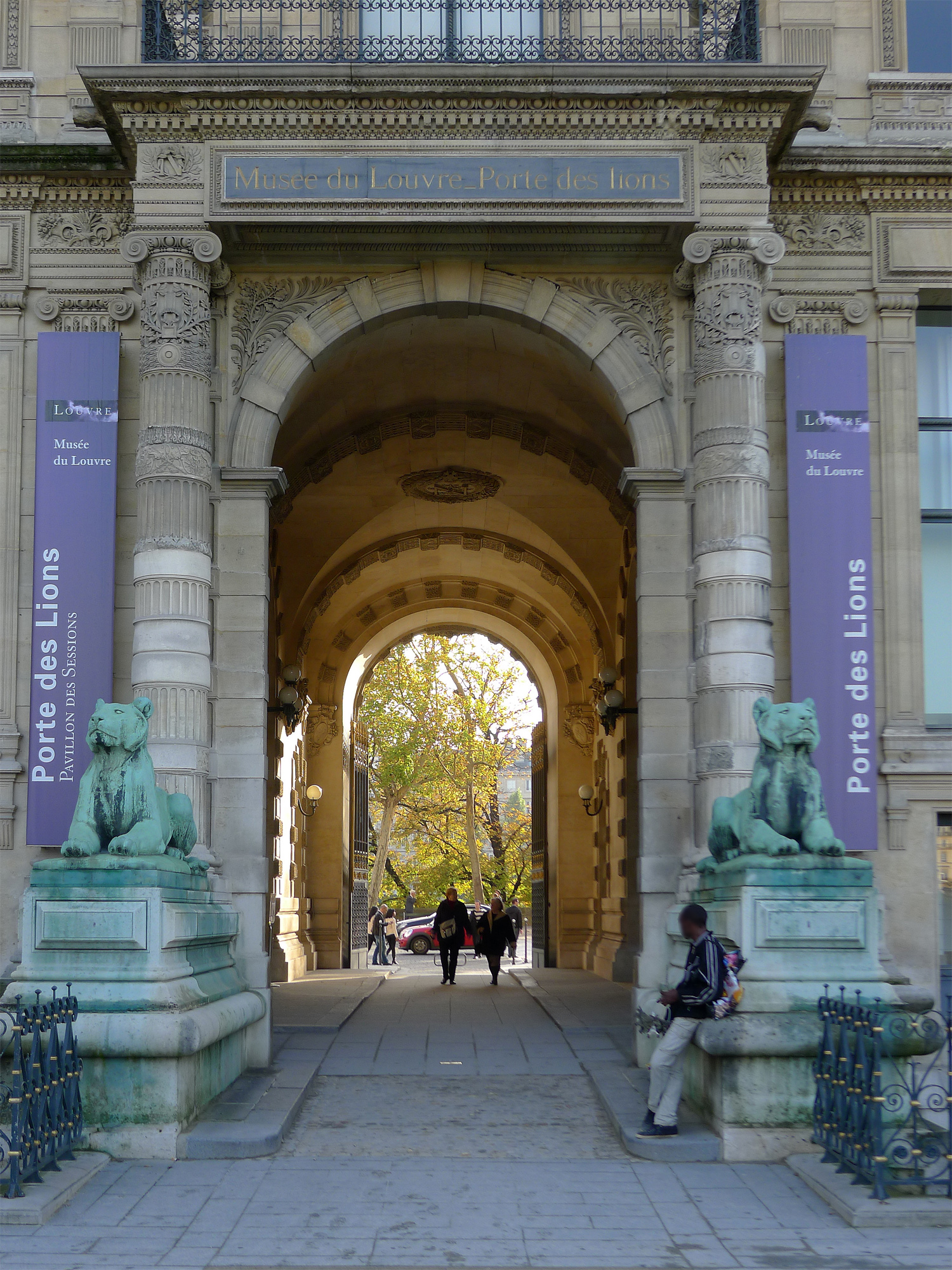
Auguste Cain, Lionnes du Sahara (1867), porte des Lions du palais du Louvre.
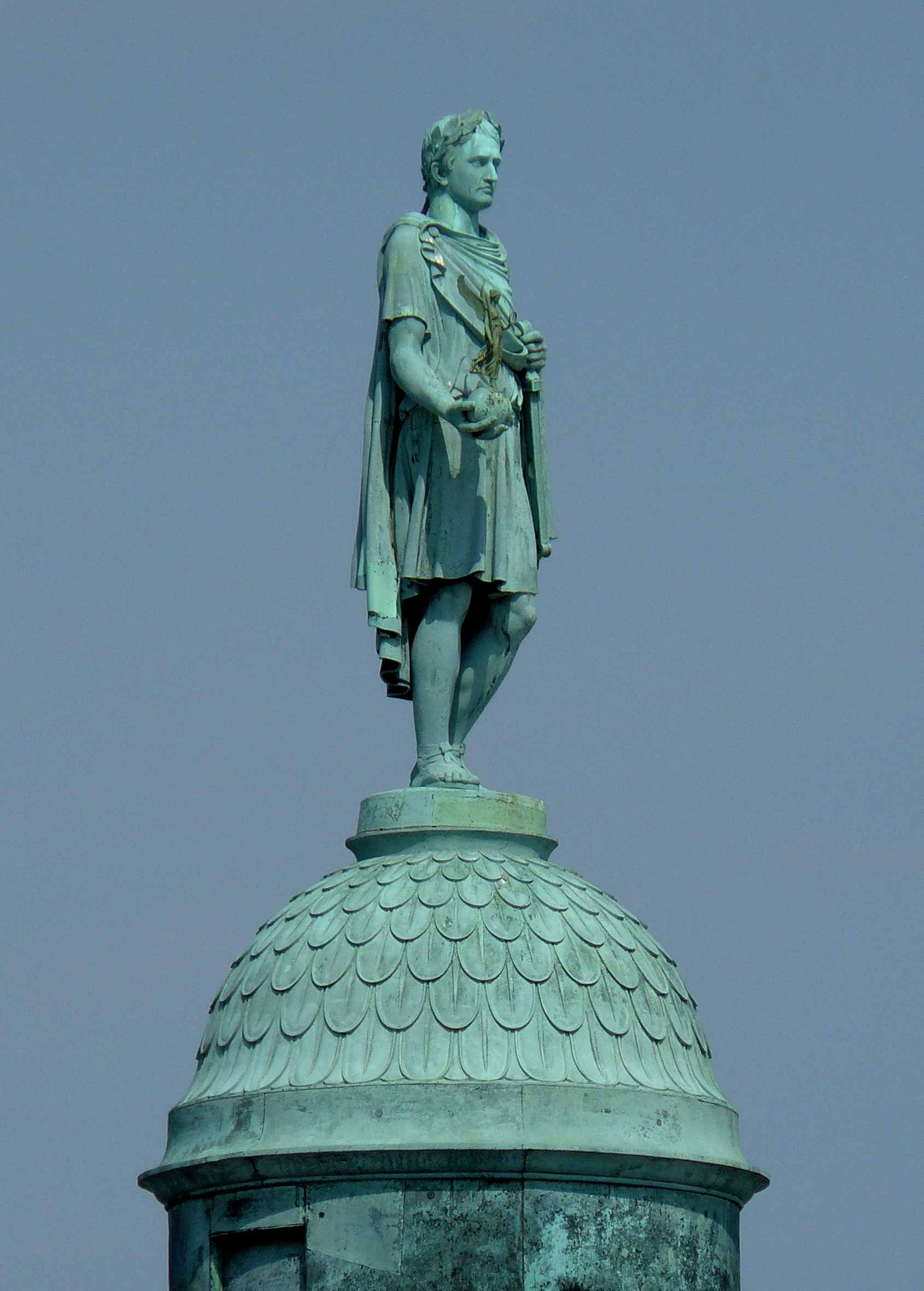
Auguste Dumont, Napoléon 1er, statue sommitale de la colonne Vendôme, place Vendôme.
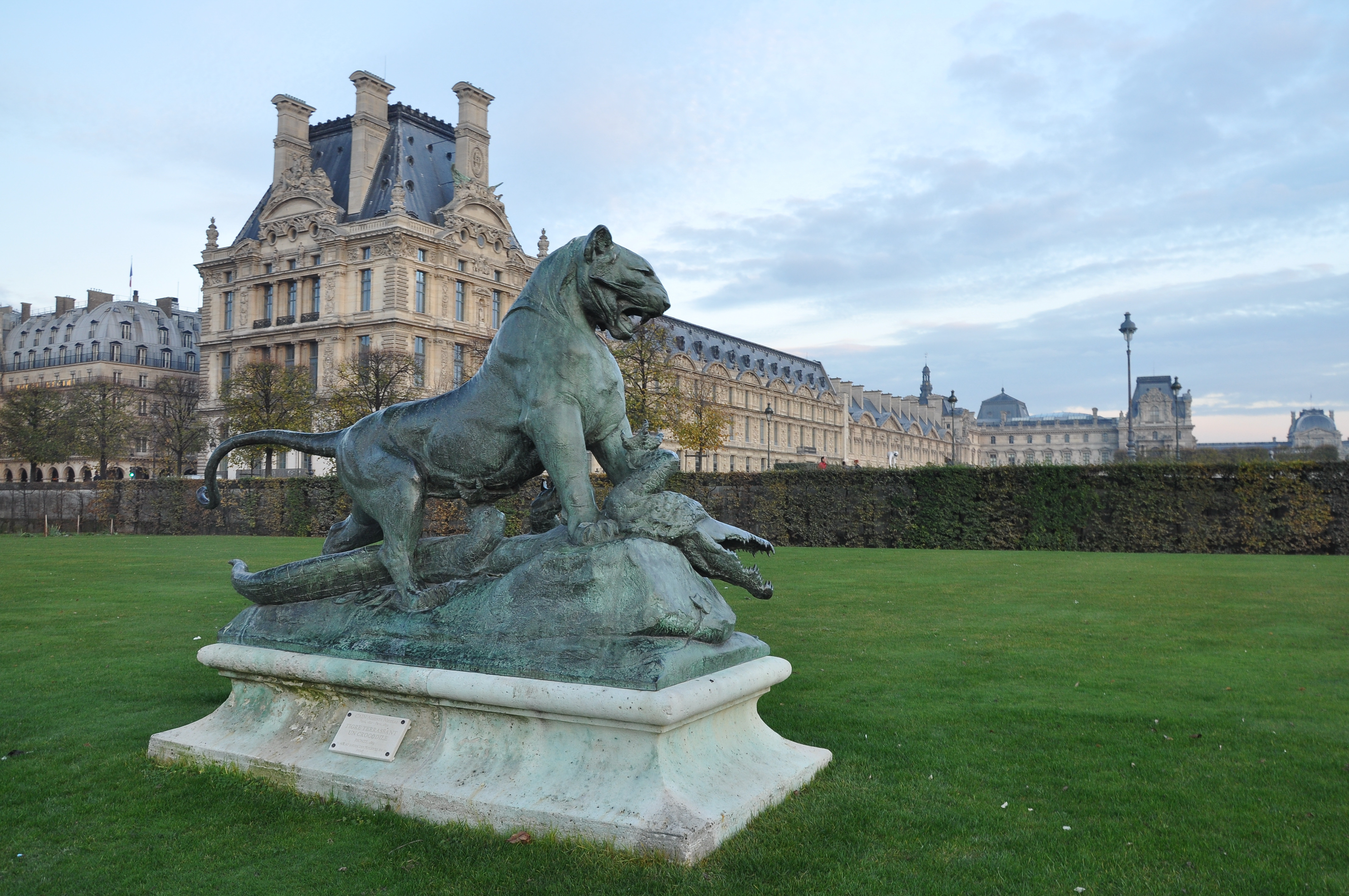
Auguste Cain, Tigre terrassant un crocodile, jardin des Tuileries.
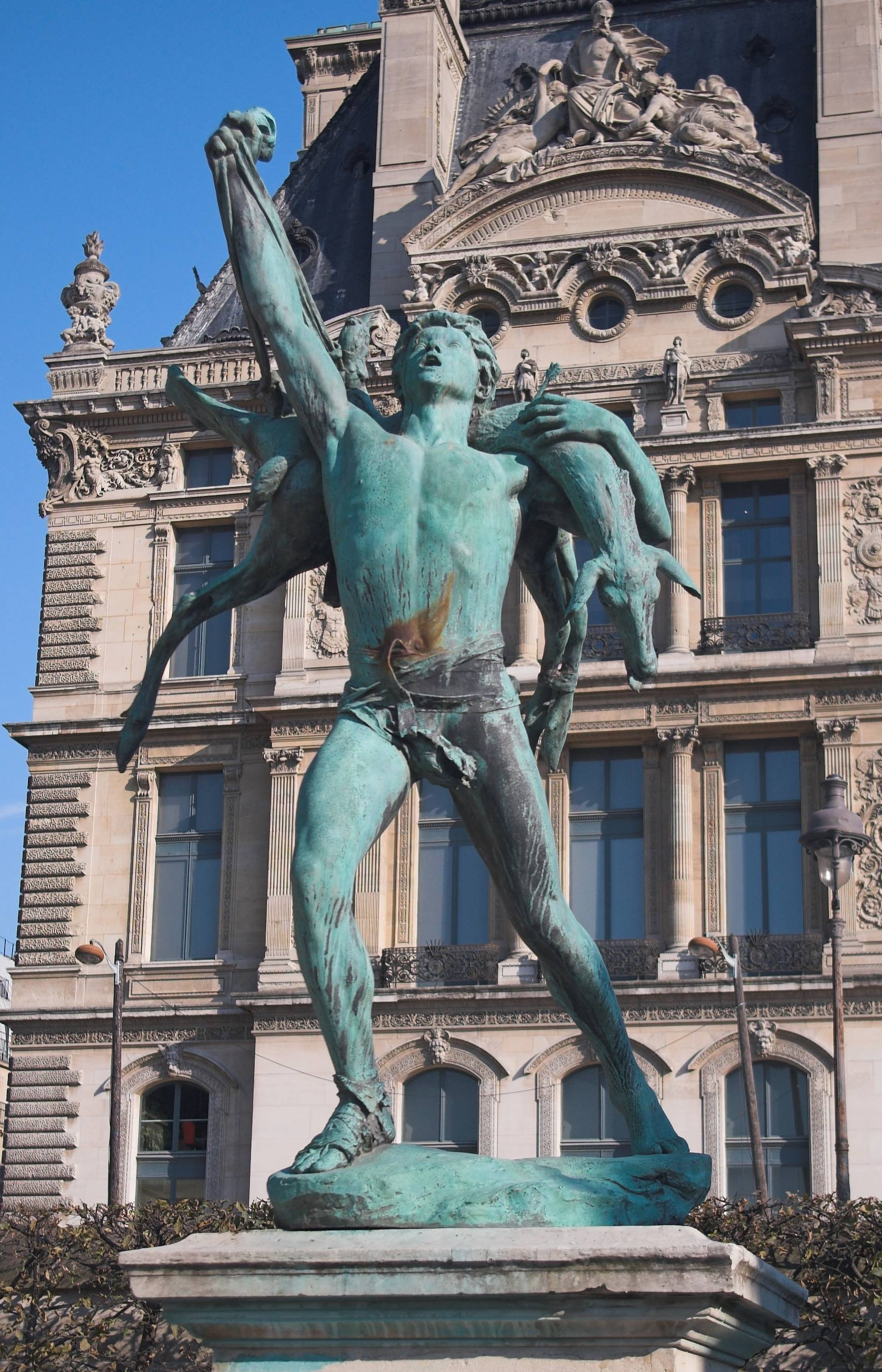
Antonin Carlès, Retour de chasse, jardin des Tuileries.
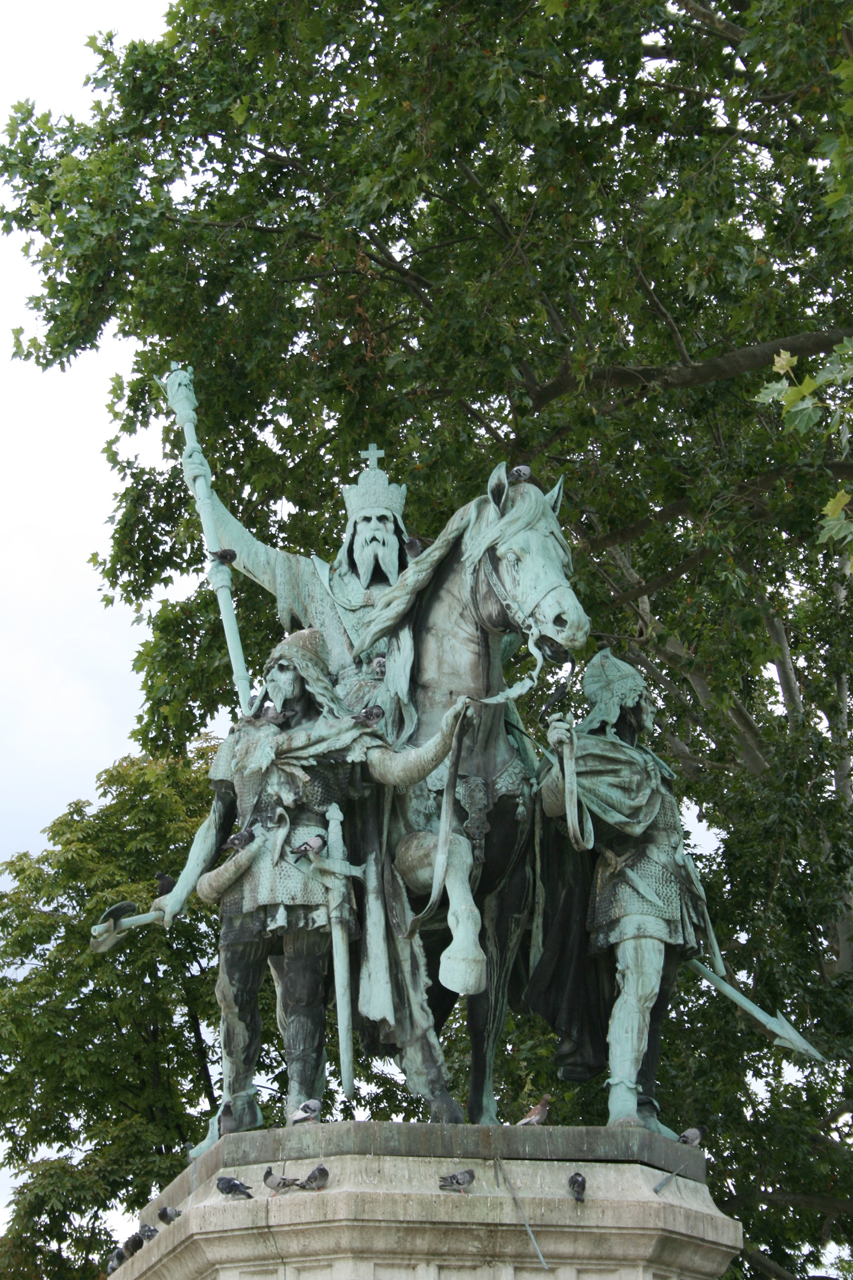
Charles et Louis Rochet, Charlemagne et ses Leudes, parvis Notre-Dame.
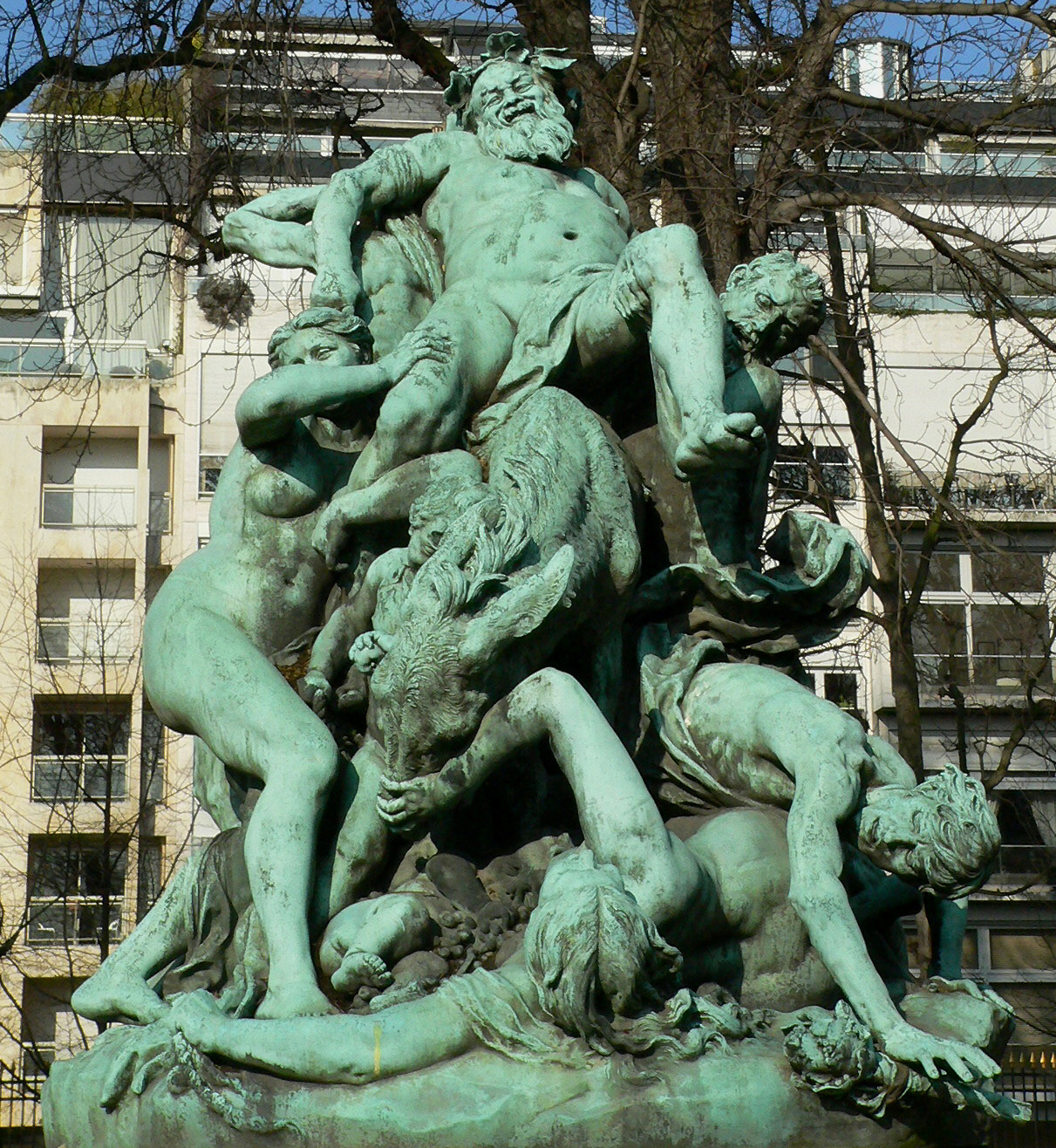
Jules Dalou, Le Triomphe de Silène, jardin du Luxembourg.
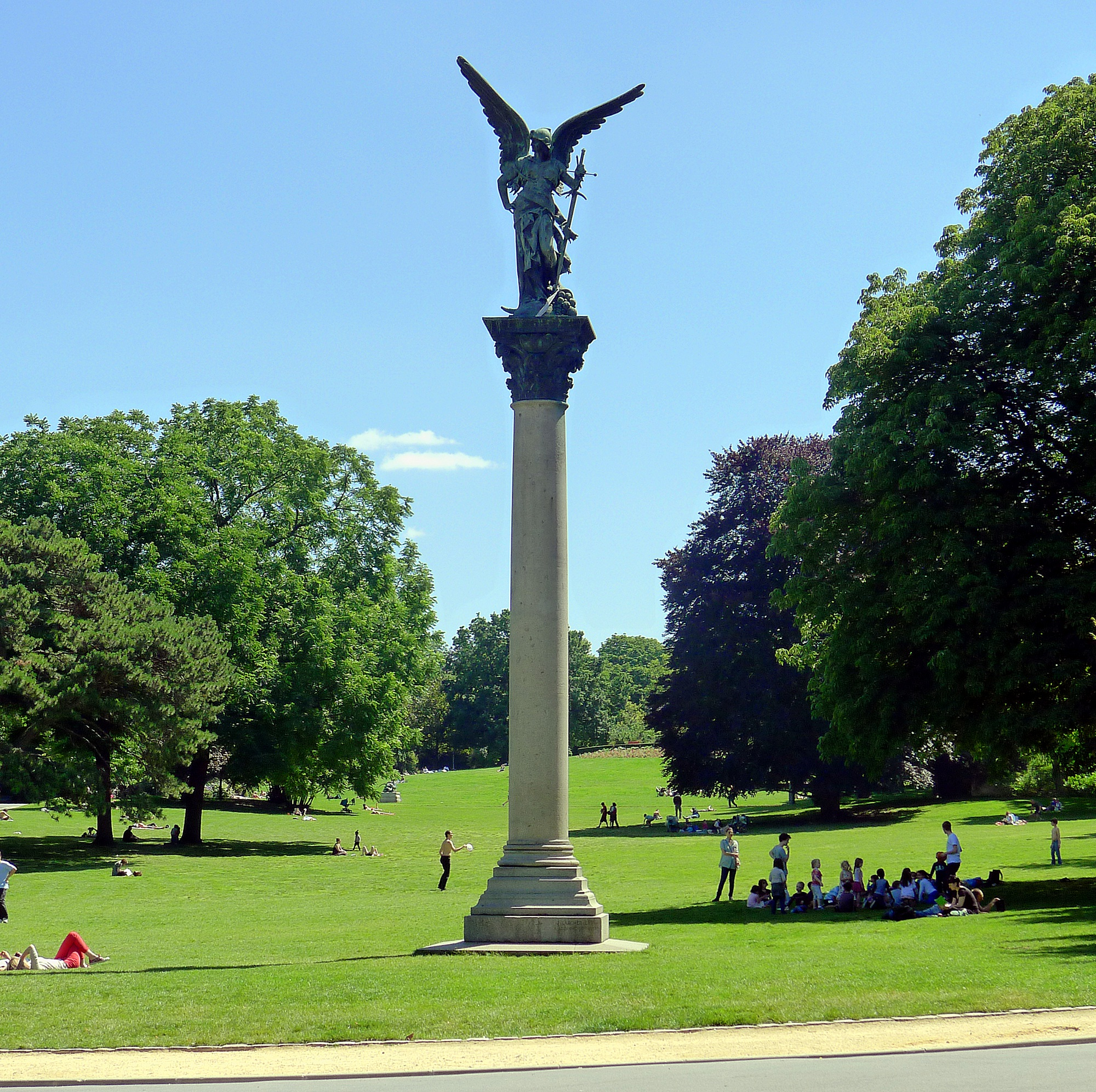
Jules Coutan, La Paix armée, parc Montsouris.

Réalisations de la fonderie Thiébaut Frères en France
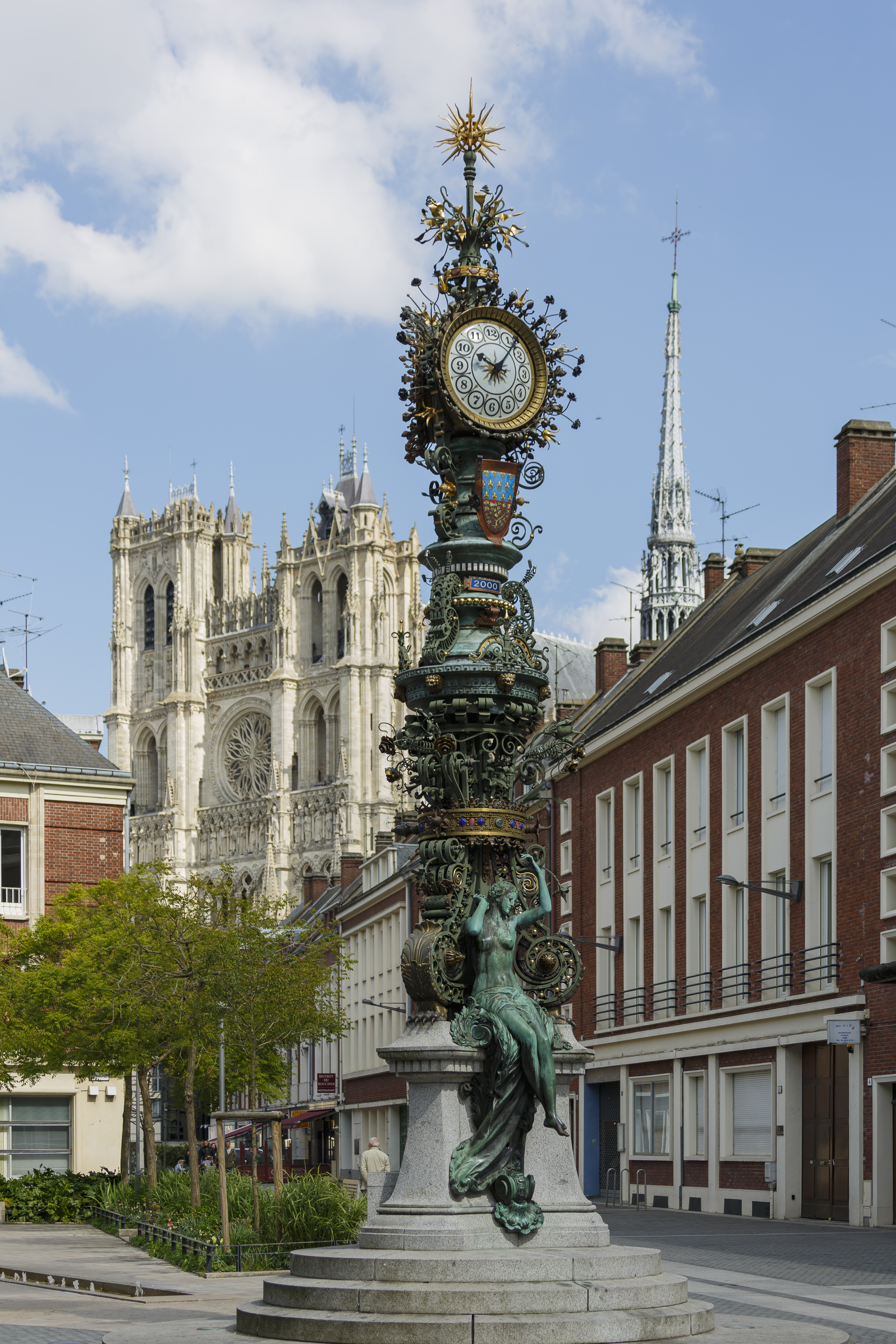
Horloge Dewailly à Amiens.
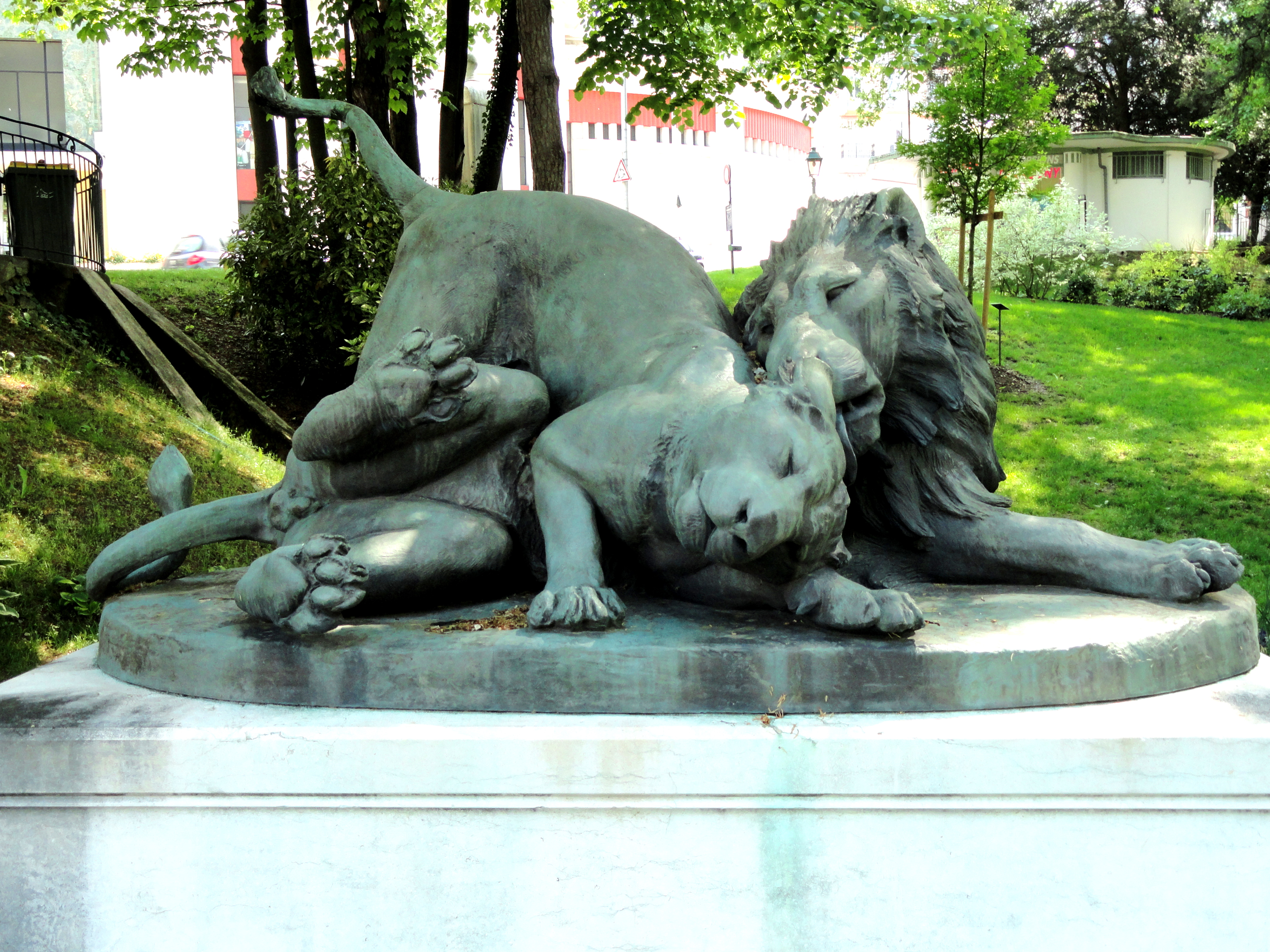
Adolphe-Victor Geoffroy-Dechaume, Lion et lionne, Aix-les-Bains, parc floral des Thermes.
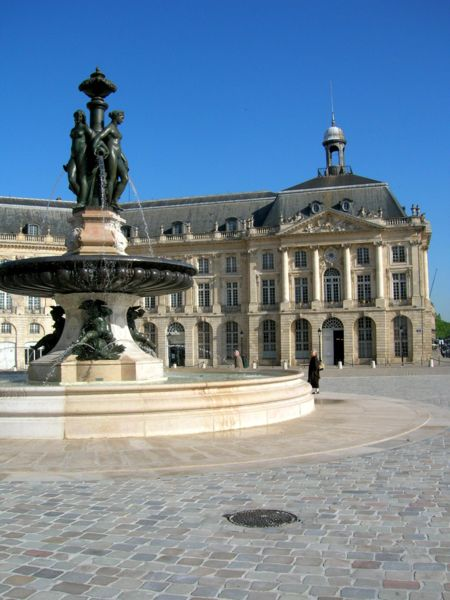
Fontaine des Trois Grâces, Bordeaux, place de la Bourse.
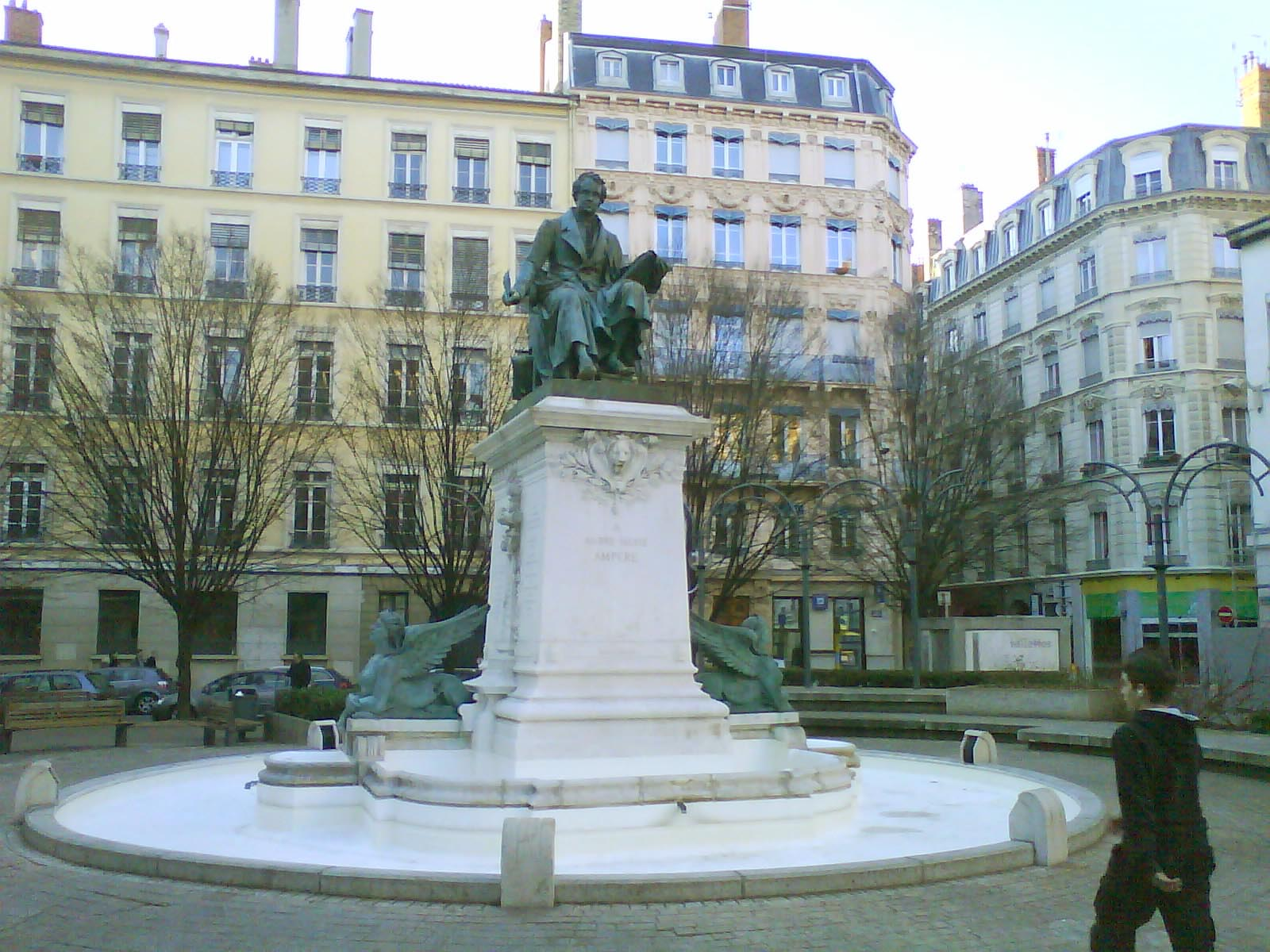
Monument à Ampère, Lyon, place Ampère.
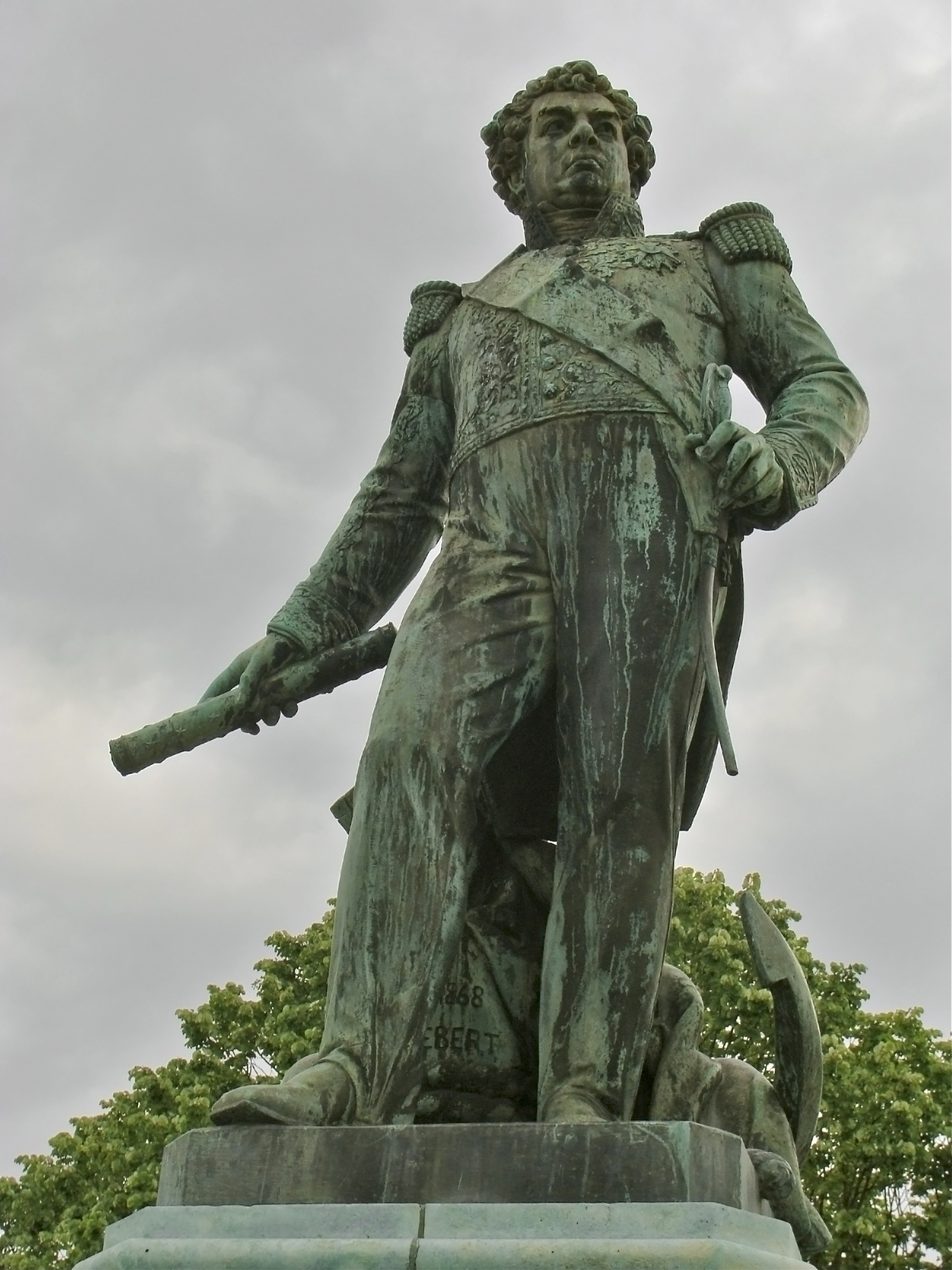
Pierre Hébert, Monument à l’amiral Duperré (1868), La Rochelle.
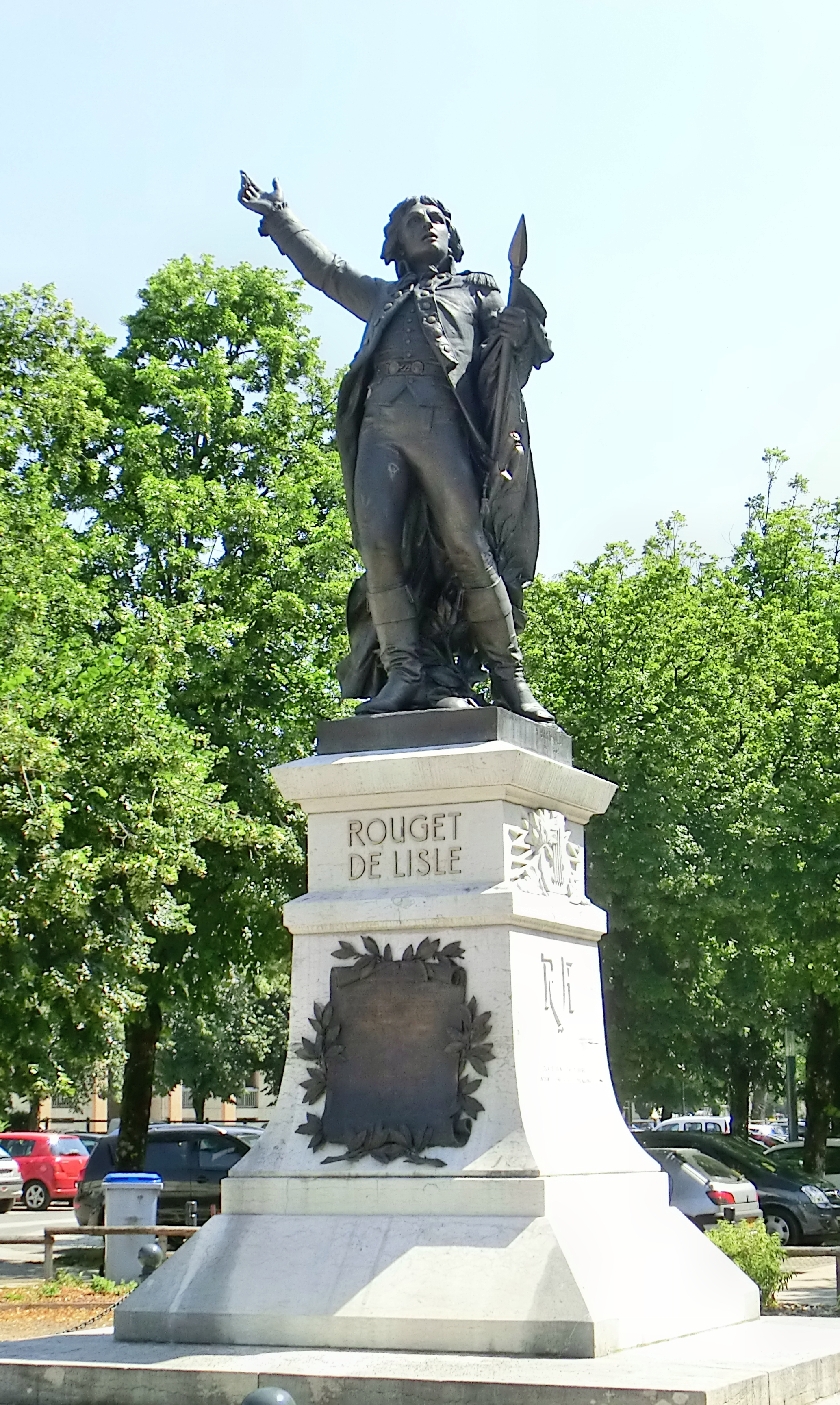
Auguste Bartholdi, Monument à Rouget de Lisle, Lons-le-Saunier.
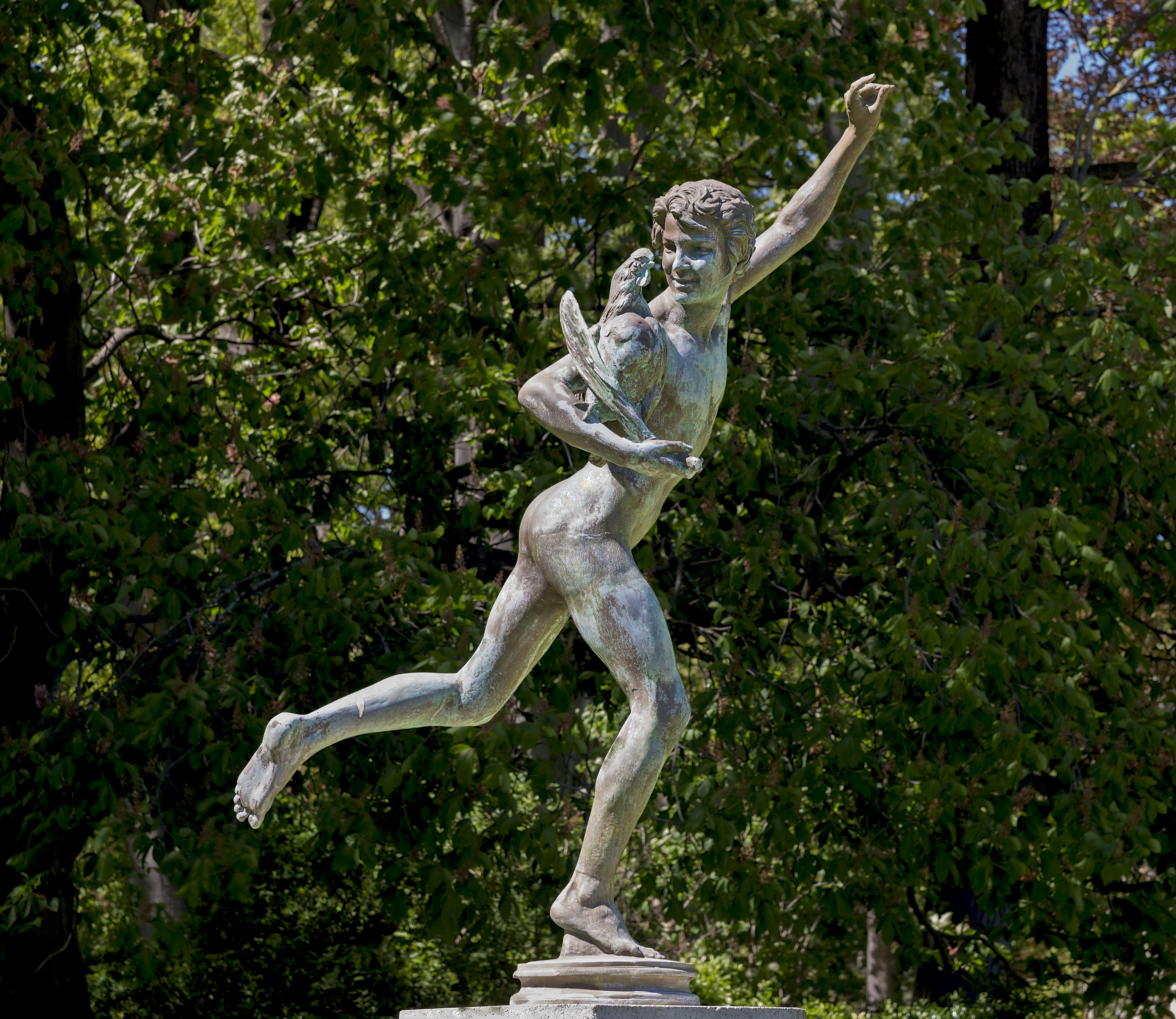
Alexandre Falguière, Le Vainqueur au combat de coq (1864), Toulouse, Le Grand-Rond.
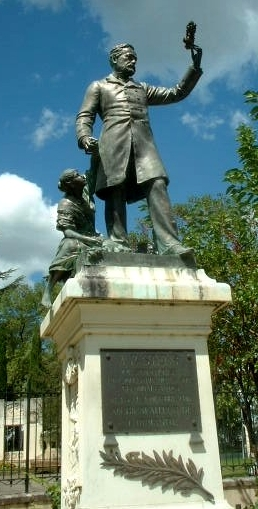
Tony Noël, Monument à Louis Pasteur, Alès.
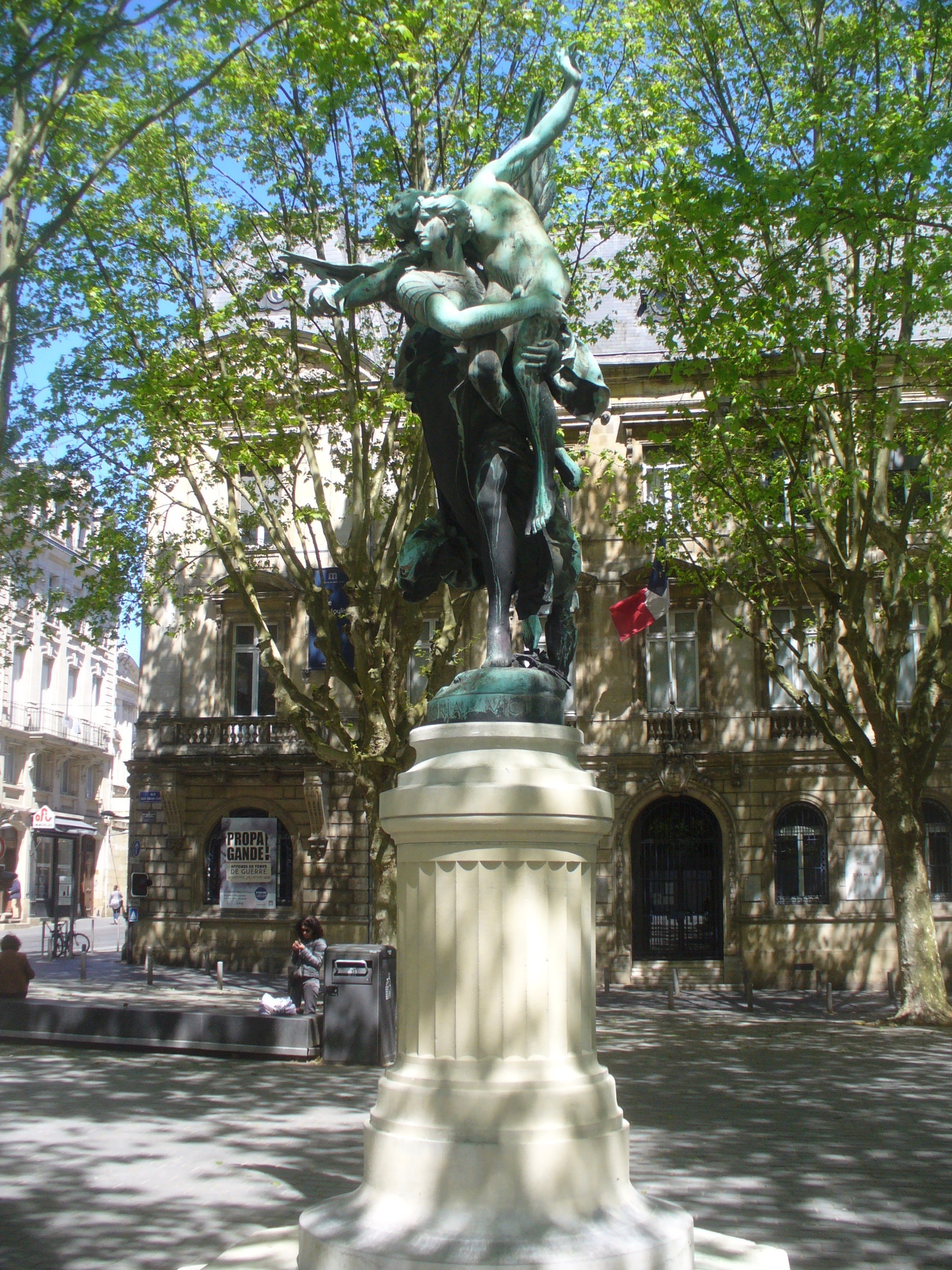
Antonin Mercié, Gloria Victis, Bordeaux, place Jean Moulin.
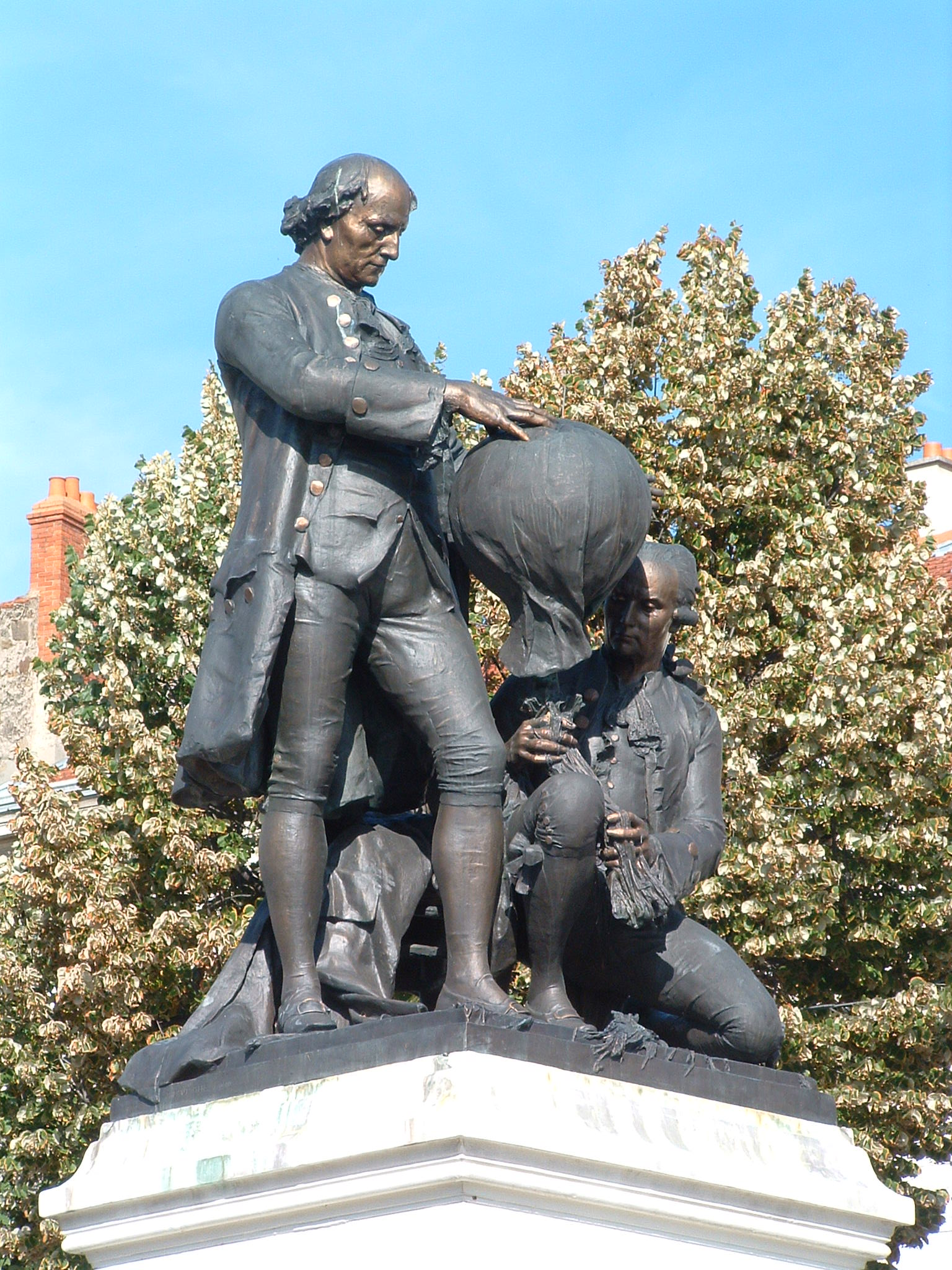
Henri-Louis Cordier, Monument aux frères Montgolfier, Annonay.
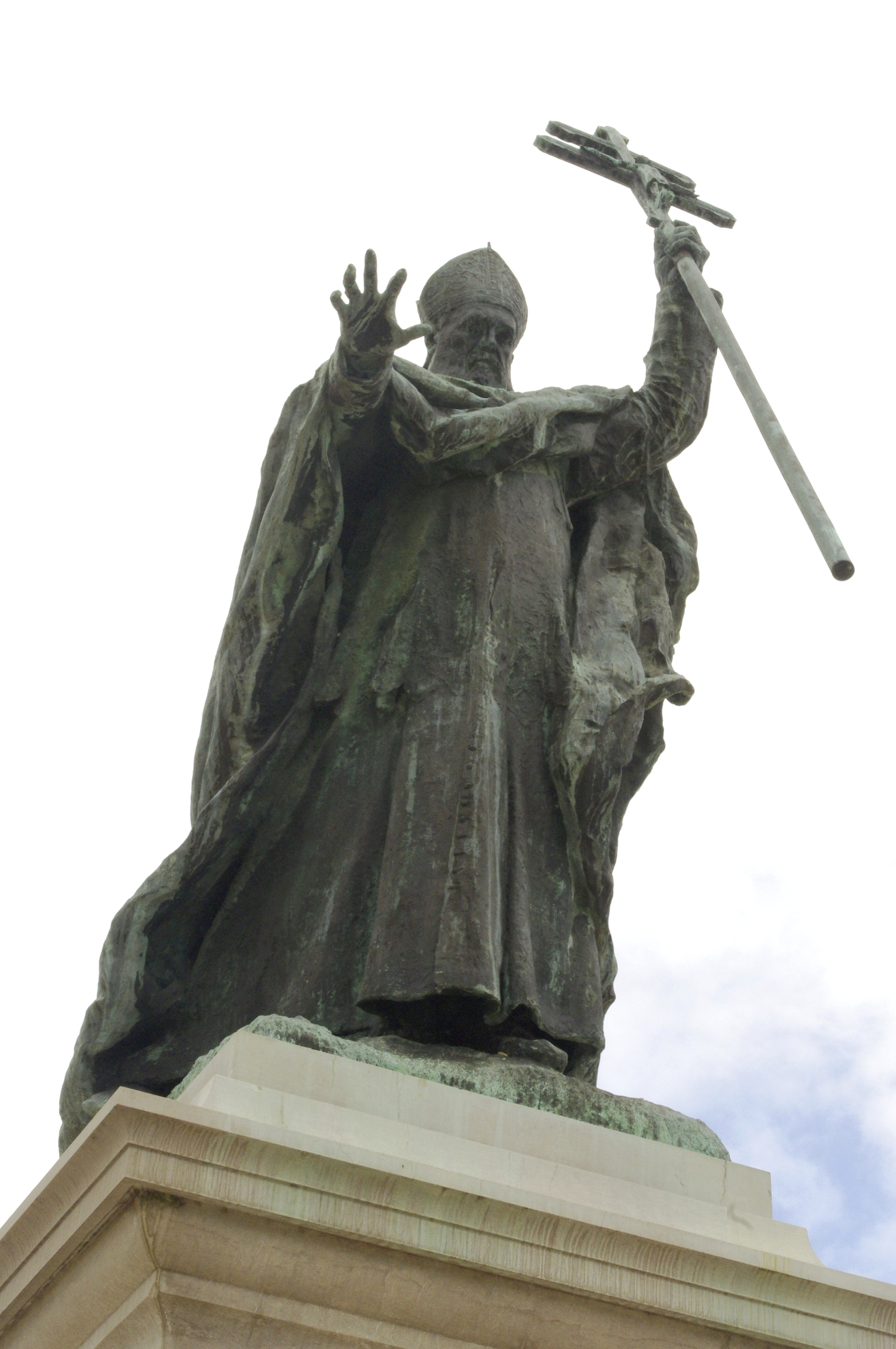
Alexandre Falguière, Monument au cardinal Lavigerie, Bayonne.
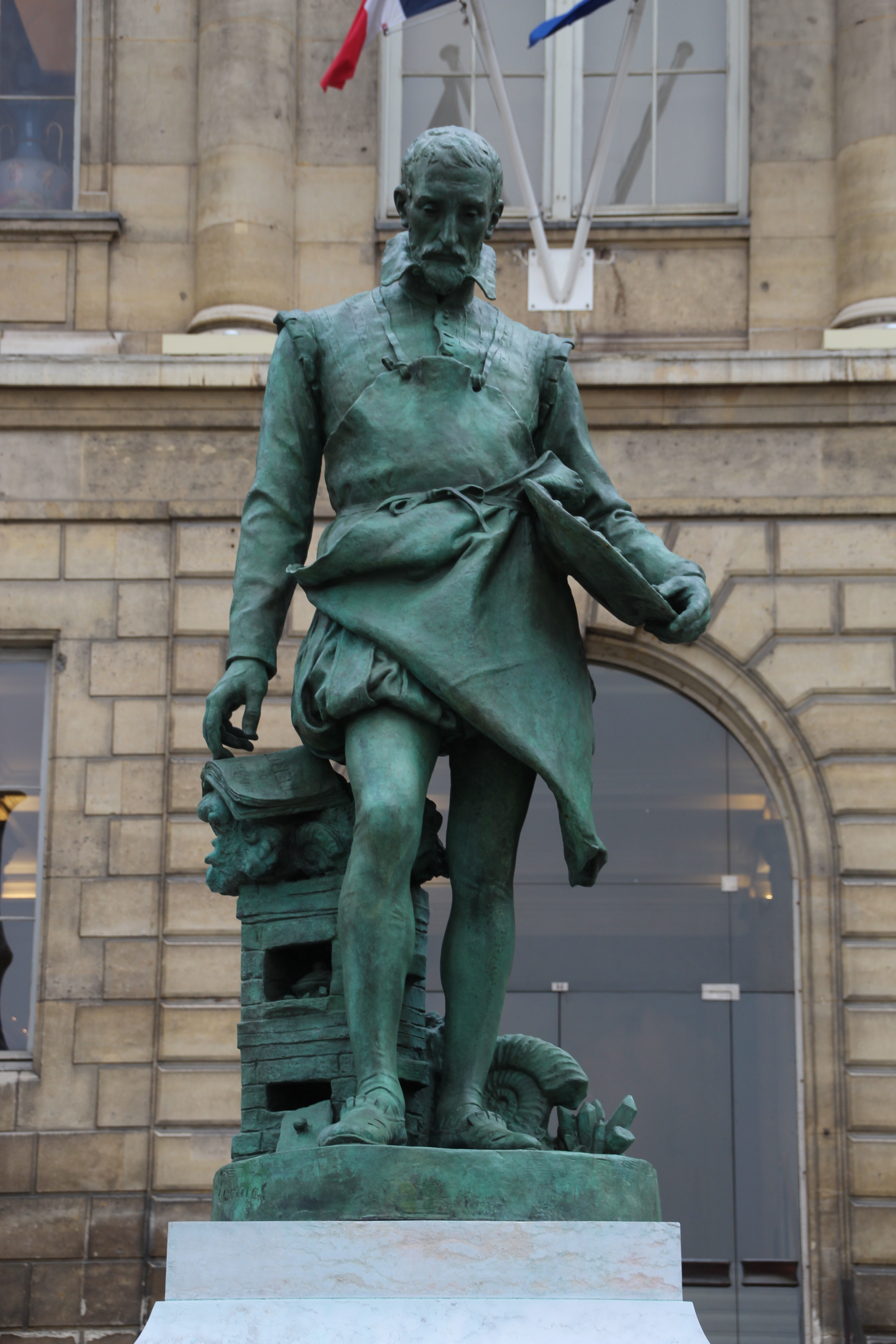
Louis-Ernest Barrias, Monument à Bernard Palissy, Sèvres.
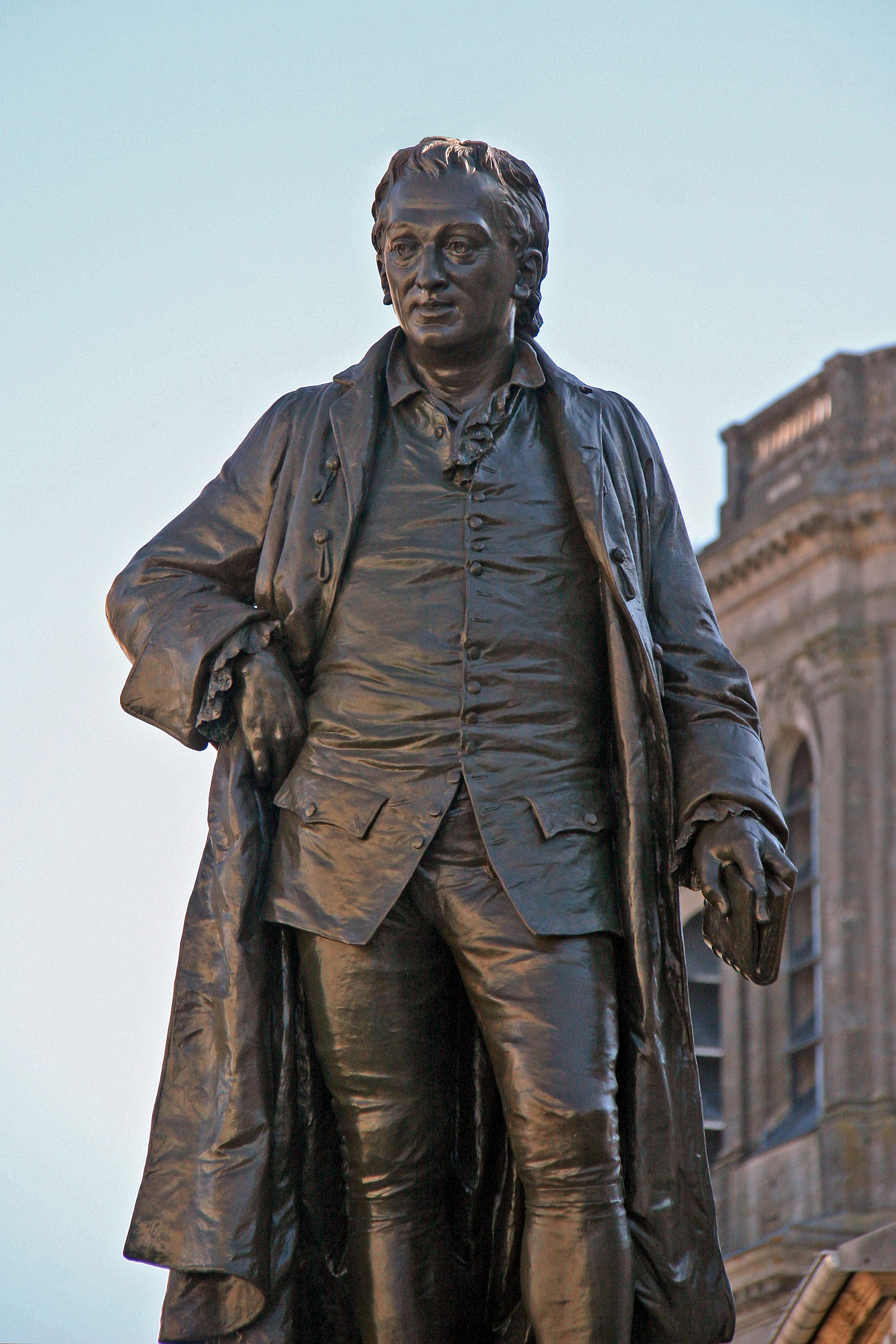
Auguste Bartholdi, statue de Denis Diderot, Langres.

Réalisations de la fonderie Thiébaut Frères dans le monde
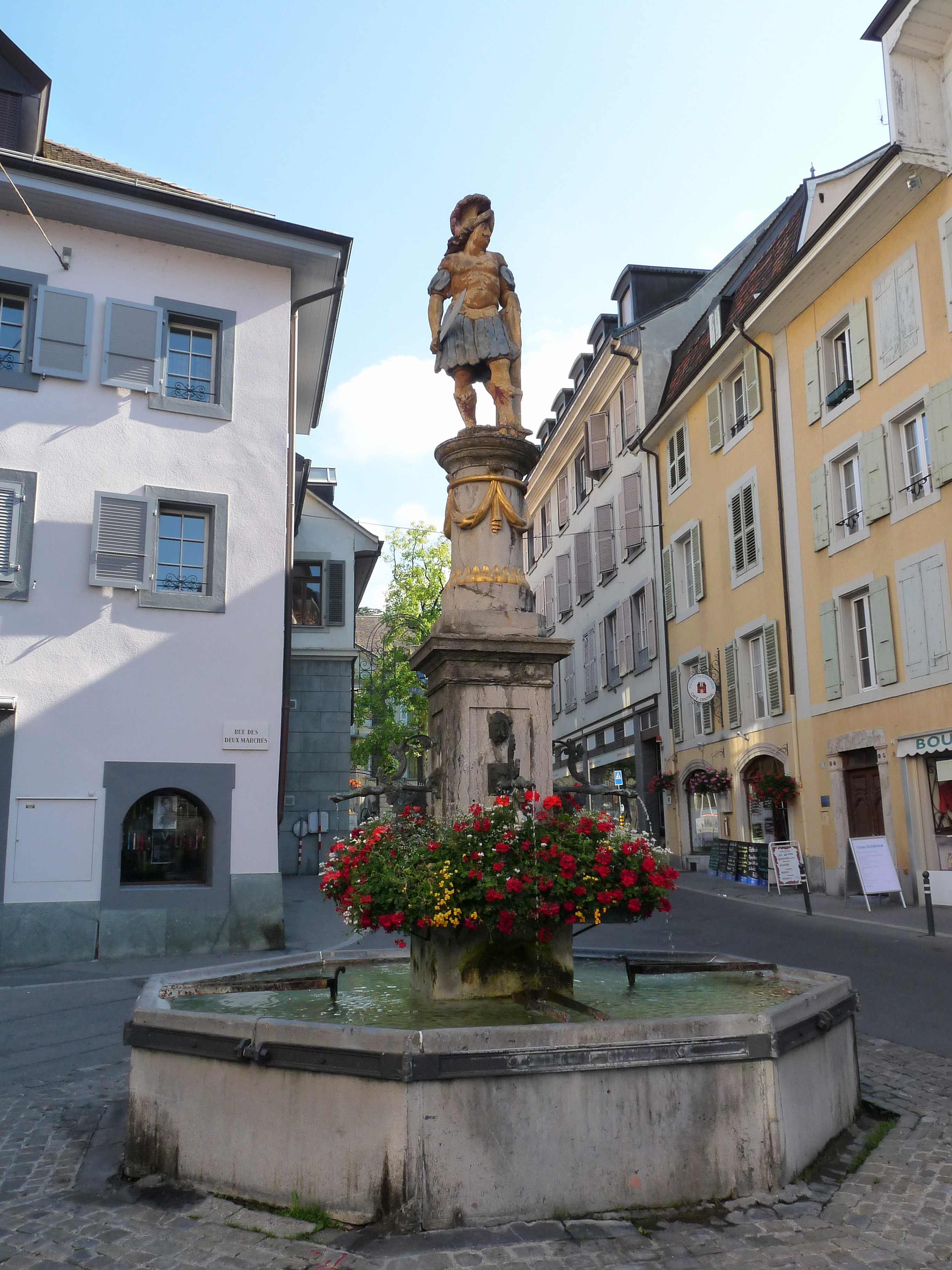
Fontaine Saint-Martin à Vevey (Suisse).
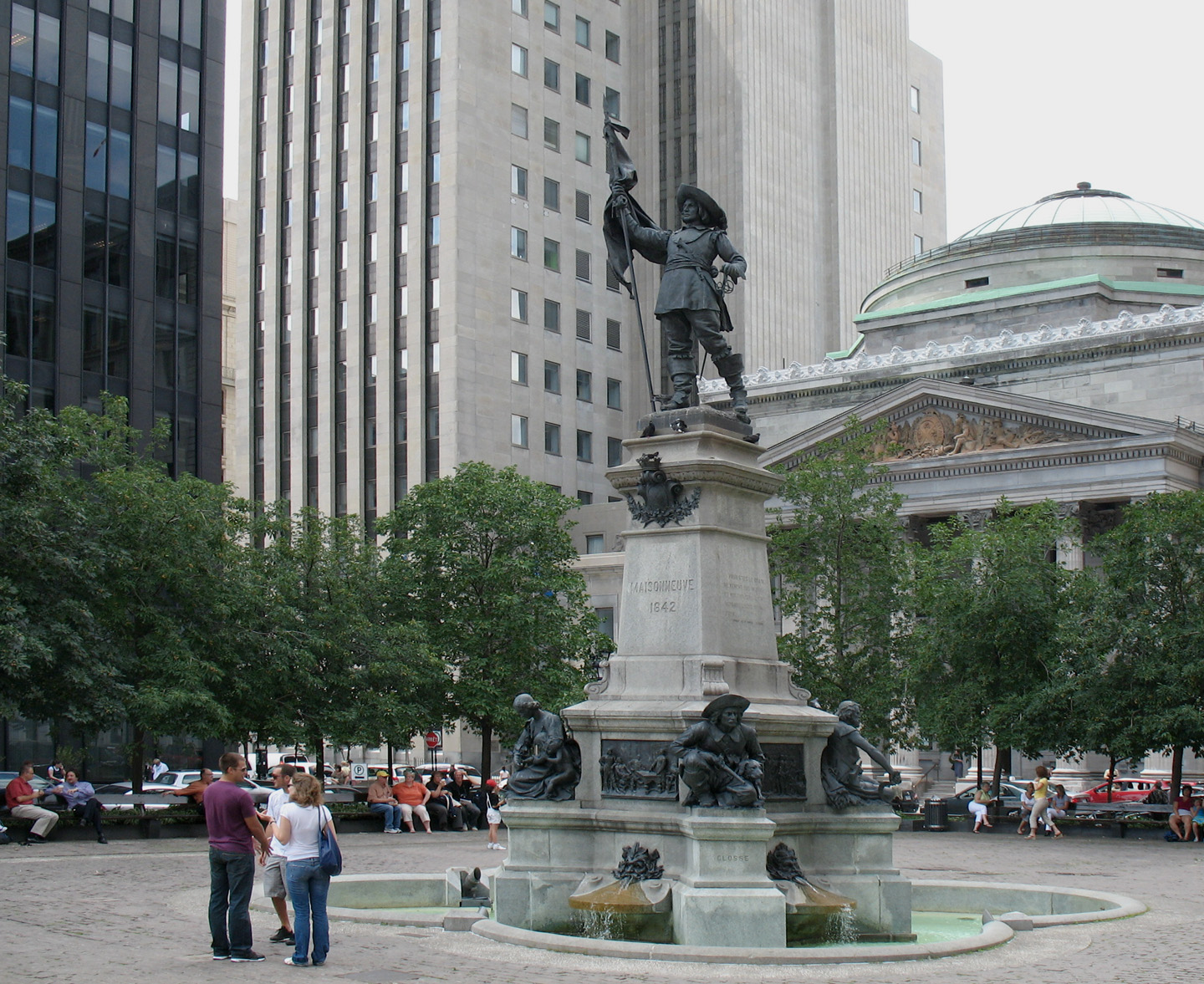
Louis-Philippe Hébert, Monument à Maisonneuve (1895), Montréal (Canada).
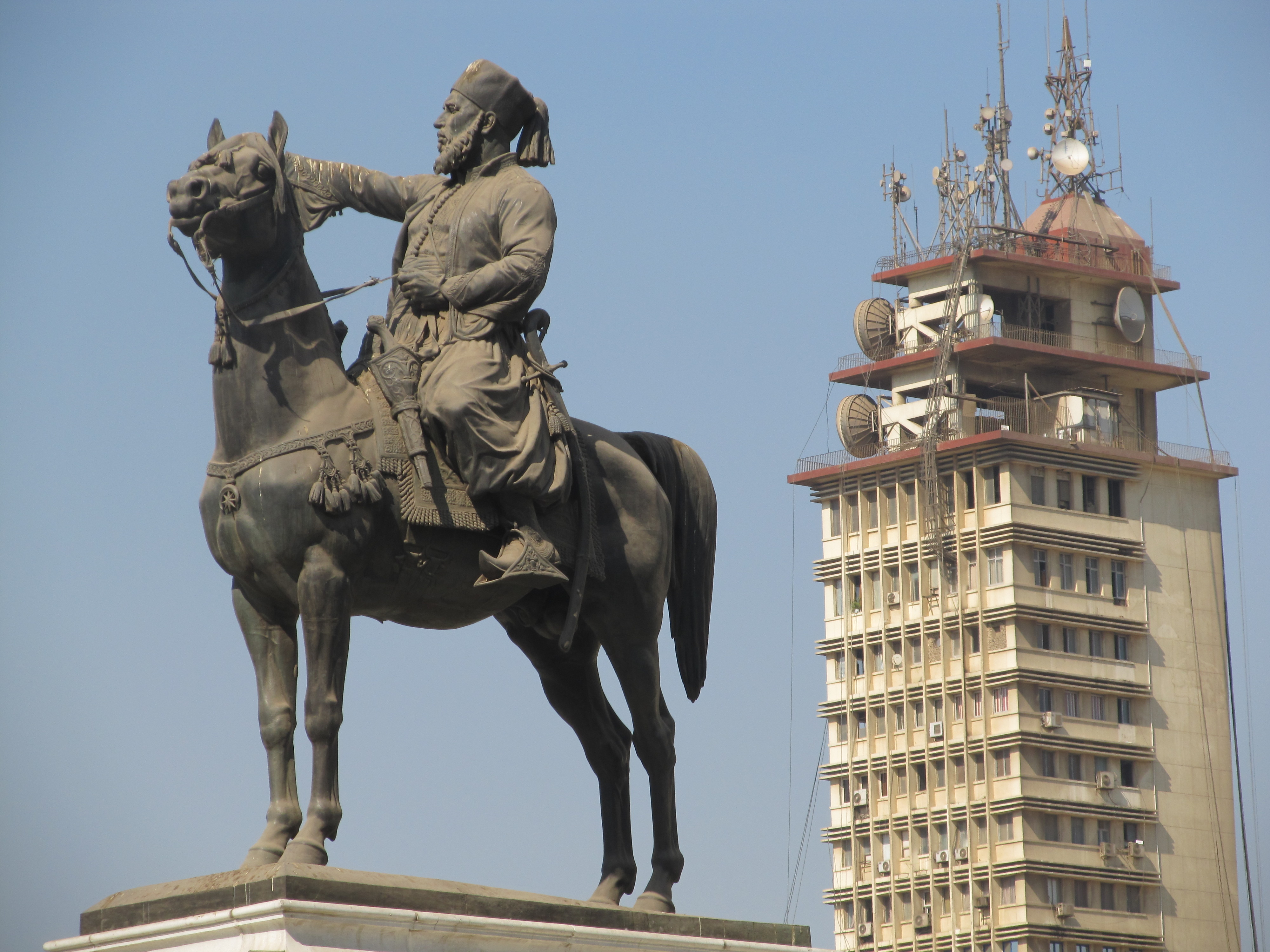
Charles Cordier, Monument à Ibrahim Pacha, Le Caire (Égypte), place de l'Opéra.
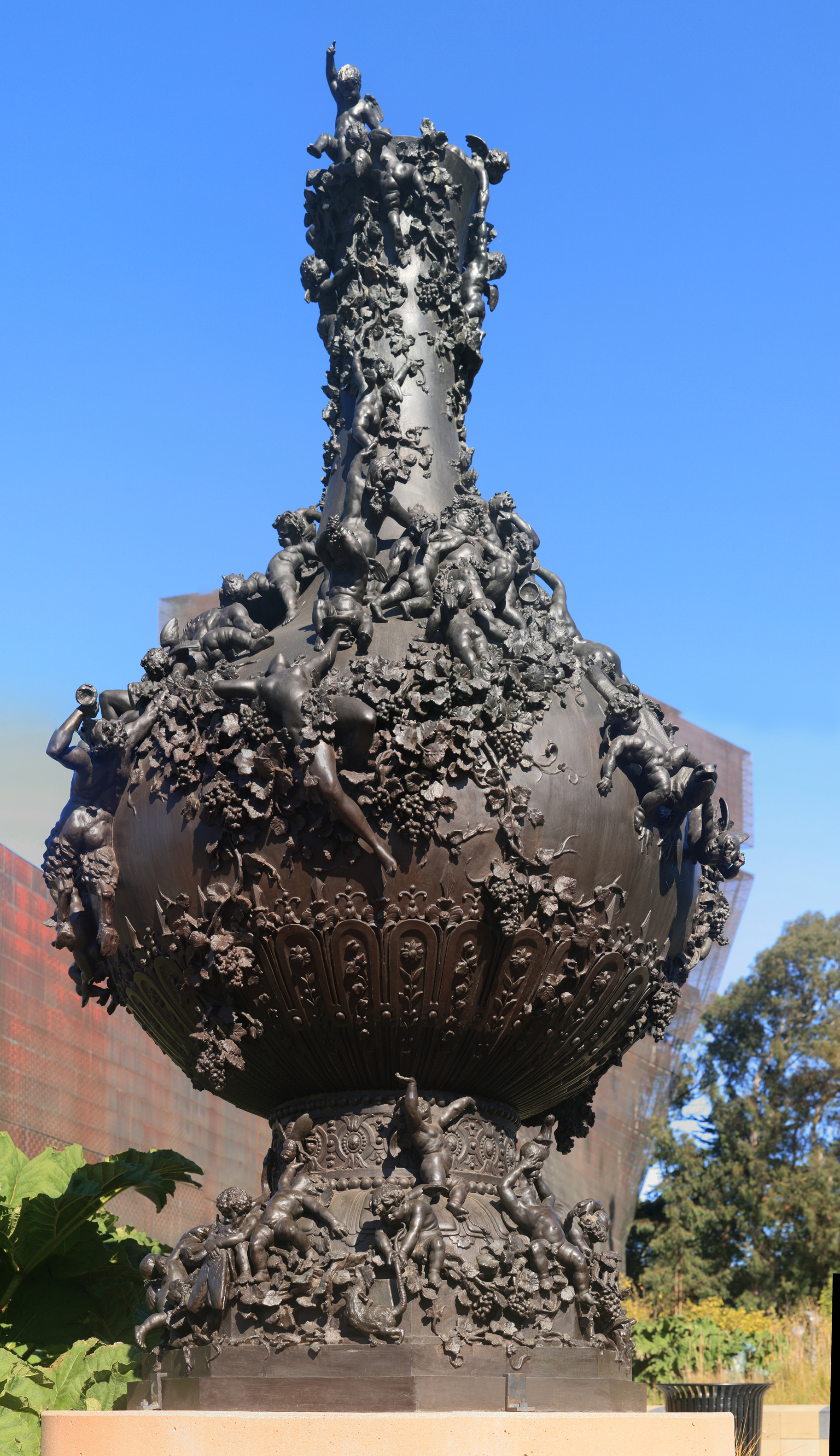
Gustave Doré, Vase, San Francisco (États-Unis), Golden Gate Park.
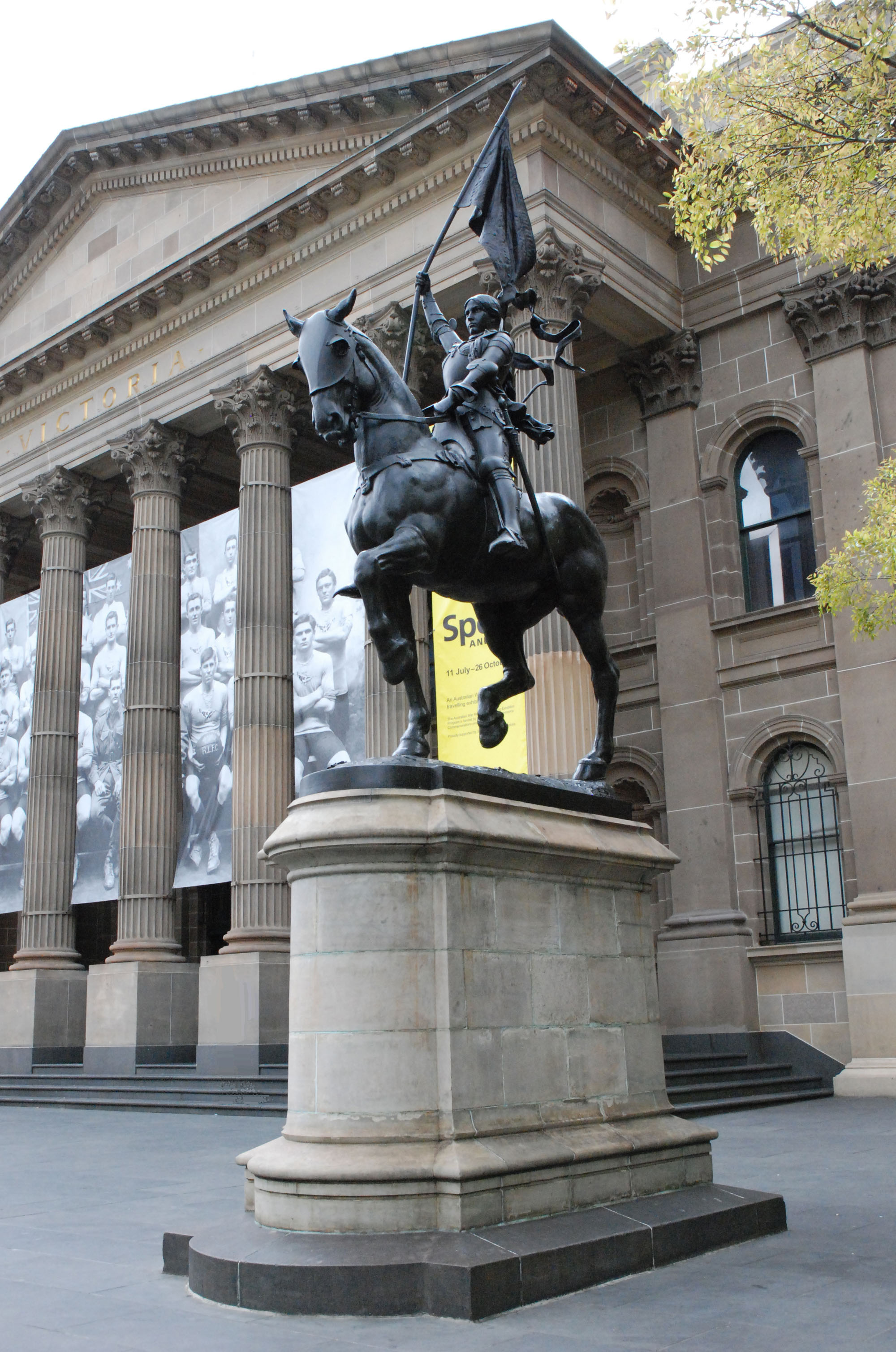
Emmanuel Frémiet, Monument à Jeanne d’Arc, Melbourne (Australie), bibliothèque de l’État de Victoria.
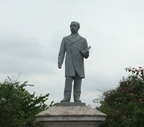
Louis-Robert Carrier-Belleuse, Monument au Dr Benjamín Aceval, Villa Hayes (Paraguay).

## Collaborateurs de notoriété
- Georges Hiverge (1865 -1929), Élève de l' École nationale supérieure d'arts et métiers  d'Angers, promotion 1881-1884, il entre comme ouvrier mouleur après son service militaire pour se perfectionner. Directeur de la fonderie de Maisons-Alfort en 1890 et fondateur de sa propre fonderie de la Maison-Blanche en 1898[17].